# Plácido Domingo
José Plácido Domingo Embil, noto come Plácido Domingo (Madrid, 21 gennaio 1941), è un tenore, baritono e direttore d'orchestra spagnolo.
Tenore lirico-drammatico, celebre soprattutto come cantante d'opera, oltre che di musica latinoamericana, dal 1973 è attivo anche come direttore d'orchestra, lavorando con alcuni dei maggiori enti lirici internazionali. È stato direttore generale della Washington National Opera e della "Los Angeles Opera". Un sondaggio svolto nel Regno Unito lo ha posto al 58º posto nella lista dei 100 geni viventi. Nel 1993, gli è stata attribuita una stella nella celebre Hollywood Walk of Fame.

## Biografia
Apprezzato per l'intensa vocalità e per le considerevoli doti sceniche, Domingo ha al suo attivo un'ampia galleria di ruoli tenorili, soprattutto in opere di lingua italiana, francese e tedesca, e ha occasionalmente interpretato ruoli da baritono (Il barbiere di Siviglia, Simon Boccanegra, Rigoletto), oltre a diverse parti tenorili o baritonali in zarzuele e musical, dando vita a un repertorio tra i più ampi ed eclettici di tutti i tempi (oltre 130 ruoli al giugno 2009). A ciò si aggiunge un'altrettanto vasta frequentazione della musica liederistica e leggera, comprendente soprattutto brani in spagnolo, inglese e italiano (ma anche in tedesco, cinese, francese e persino nell'antica lingua maya). Negli anni novanta la sua fama si è spinta al di là del mondo della lirica grazie ai celebri concerti dei Tre Tenori, tenuti con i colleghi Luciano Pavarotti e José Carreras.

### Anni giovanili
José "Plácido" Domingo Embil è nato a Madrid nel 1941 dal baritono Plácido Domingo Ferrer (1907-1987) e dalla cantante di zarzuela Josefa Pepita Embil Echániz (1918-1994) (sebbene alcune biografie citino come anno di nascita il 1934), si trasferisce all'età di otto anni in Messico con la famiglia, che ha una compagnia di zarzuela. Sin da bambino recita nella compagnia dei genitori, studiando nel frattempo pianoforte e dilettandosi nel canto e nella musica in genere (si cimenta anche con la chitarra e la fisarmonica). Entrato al Conservatorio Nacional de Música, studia pianoforte, direzione d'orchestra e composizione, continuando a sviluppare la propria voce da autodidatta. Dal 1956 inizia a esibirsi come pianista, maestro di coro, aiuto direttore d'orchestra e corista nella compagnia di famiglia, dove, all'età di sedici anni, esordisce come baritono solista nella zarzuela Gigantes y cabezudos di Manuel Fernández Caballero, cui seguono numerosi ruoli secondari, sia baritonali sia tenorili, in zarzuele, operette e musical (inclusa la prima edizione messicana di My Fair Lady e i ruoli di Camillo e Danilo ne La vedova allegra).
L'estrema versatilità come musicista e artista di palcoscenico lo porta, sin da giovane, a collaborare con diversi cantanti messicani come pianista e arrangiatore (curando gli adattamenti di vari standard e brani pop americani per artisti latinoamericani) e, nel 1959, a entrare come voce di supporto nella rock&roll band "Los Black Jeans" del giovane César Costa. Nello stesso anno viene accettato nell'Opera Nazionale Messicana al Palacio de Bellas Artes come baritono, acquisendo ben presto anche il registro tenorile ed esordendo in quell'anno nel ruolo di Pascual in Marina, cui seguono numerosi altri ruoli da comprimario in diverse opere (incluse Borsa in Rigoletto con Cornell MacNeil e Norman Treigle e Padre Confessore ne I dialoghi delle Carmelitane). Contemporaneamente lavora come pianista accompagnatore presso il corpo di ballo dell'Opera e si esibisce regolarmente al pianoforte in un programma alla TV messicana. L'esperienza televisiva lo porta a cimentarsi anche come attore, interpretando diversi piccoli ruoli in drammi di Pirandello, Benavente, García Lorca e Čechov.

### 1960-1990
Decide dunque di indirizzarsi verso il canto e passato definitivamente al registro tenorile, viene ingaggiato dal teatro dell'opera di Monterrey, interpretando numerose parti di supporto durante la stagione 1960-1961, per esordire infine nel ruolo di Alfredo ne La traviata, cui segue, pochi mesi dopo, quello di Arturo in Lucia di Lammermoor a Dallas (accanto a Joan Sutherland), mentre l'anno successivo passa al ruolo di Edgardo nella medesima opera con Lily Pons a Fort Worth. Tra il 1961 e il 1962 divide la carriera tra gli Stati Uniti e Città del Messico, interpretando numerosi ruoli, inclusi Cavaradossi in Tosca e Rodolfo in La bohème). Viene quindi scritturato dall'Opera Nazionale Israeliana di Tel Aviv, dove si esibisce per oltre due anni, in dodici diversi ruoli (inclusi alcuni in ebraico) per un totale di 280 rappresentazioni, guadagnandosi presto la fama di astro nascente del mondo tenorile.
Nel 1965 torna negli Stati Uniti, esordendo il 17 giugno alla New York City Opera come Pinkerton in Madama Butterfly, mentre nel 1966 interpreta il ruolo del titolo nel Don Rodrigo di Alberto Ginastera, in occasione dell'inaugurazione del Lincoln Center for the Performing Arts di New York. Sempre nel 1966 è Faust al San Diego Opera. Allo stesso anno risale la sua prima apparizione per il Metropolitan, in concerto con Turiddu in Cavalleria rusticana e Canio in Pagliacci con Cornell MacNeil al Lewisohn Stadium di Manhattan, che segna l'inizio dell'ormai pluridecennale e saldissimo rapporto tra il celebre teatro newyorkese, che lo ha visto partecipare da allora a ogni stagione, con oltre 40 ruoli e 673 esibizioni fino all'aprile 2015, superando nel 1999 il precedente record di 18 serate di apertura detenuto da Enrico Caruso. Come direttore esordisce al Met nell'ottobre 1984 e fino all'aprile 2015 ha diretto in 151 rappresentazioni.
Seguono nel 1967 l'esordio alla Wiener Staatsoper con Don Carlo insieme a Cesare Siepi, Hans Hotter e Gwyneth Jones, il Don José nella prima rappresentazione nel Teatro Municipal di Santiago del Cile di Carmen di Georges Bizet e Cavaradossi in Tosca al San Diego Opera, nel 1968 è Don Josè in Carmen diretto da Anton Guadagno a Cincinnati ed esordisce al Metropolitan Opera House di New York sostituendo Franco Corelli come Maurizio in Adriana Lecouvreur con Renata Tebaldi, diretto da Fausto Cleva, nel 1969 alla Scala nella serata d'inaugurazione della stagione lirica in Ernani, con Nicolai Ghiaurov e Rajna Kabaivanska Corsaletti, diretto da Antonino Votto e all'Arena di Verona con Calaf a fianco di Birgit Nilsson in Turandot, con le scene e la regia di Pier Luigi Pizzi e con Don Carlo nei panni dell'Infante con la Montserrat Caballé, Dimiter Petkov, Piero Cappuccilli e Fiorenza Cossotto con la direzione di Eliahu Inbal, al Royal Opera House, Covent Garden di Londra.
Il 15 febbraio 1968 esordisce in Manon Lescaut, con Renata Tebaldi a Hartford. Al Metropolitan sempre nel 1968 è Cavaradossi in Tosca con Lucine Amara e Paul Plishka, sempre al Metropolitan nell'aprile del 1968 in Tosca, ancora con Renata Tebaldi. Insieme a Renata Tebaldi nel marzo 1969 in Adriana Lecouvreur, La bohème, Andrea Chenier. Sempre nel 1969 è Manrico ne Il trovatore con Leontyne Price, Sherrill Milnes e Grace Bumbry diretto da Zubin Mehta, nel 1970 Calàf in Turandot con la Nilsson, Edgardo in Lucia di Lammermoor diretto da Richard Bonynge con Mario Sereni, Riccardo ne Un ballo in maschera, con la Caballé, Robert Merrill e Reri Grist diretto da Francesco Molinari-Pradelli, il protagonista in Andrea Chénier con la Tebaldi, Anselmo Colzani, Jean Kraft e Fernando Corena e Alfredo ne La traviata con Joan Sutherland, nel 1971 è Radamès in Aida con Martina Arroyo, la Bumbry e Giorgio Tozzi, Ernani diretto da Thomas Schippers con Ezio Flagello, Don José in Carmen, Don Carlo con Siepi e la Bumbry, Faust con Renata Scotto, Ruggero Raimondi e Frederica von Stade, Rodolfo in Luisa Miller, con Adriana Maliponte e Bonaldo Giaiotti diretto da James Levine e Don Alvaro in La forza del destino, nel 1972 è Rodolfo ne La bohème con Matteo Manuguerra a Memphis nel Tennessee e al Masonic Temple Auditorium di Detroit nel Michigan, nel 1973 Hoffmann in Les contes d'Hoffmann, con la Sutherland e Huguette Tourangeau, nel 1974 Arrigo ne I vespri siciliani, con Cristina Deutekom e Roméo in Roméo et Juliette, nel 1977 il Duca di Mantova in Rigoletto con Ileana Cotrubaș e Justino Díaz, nel 1978 Werther con Elena Obraztsova e Italo Tajo, nel 1979 Otello con Giuliano Ciannella e Kurt Moll, nel 1980 Des Grieux in Manon Lescaut, con la Scotto e Renato Capecchi, nel 1981 Pollione in Norma con la Scotto e Tatiana Troyanos, nel 1982 Requiem con Leontyne Price e canta nel Troyanos - Domingo - Levine Concert ed Enzo ne La Gioconda, con Éva Marton, Bruna Baglioni e Ferruccio Furlanetto diretto da Giuseppe Patanè, nel 1983 è la volta del Domingo-Milnes-Levine Concert e Aeneas in Les Troyens, con Jessye Norman e la Troyanos, nel 1984 Paolo in Francesca da Rimini e Lohengrin nella serata inaugurale della stagione con Anna Tomowa-Sintow, nel 1989 Luigi ne Il tabarro e nel 1990 Samson in Samson et Dalila con Shirley Verrett.

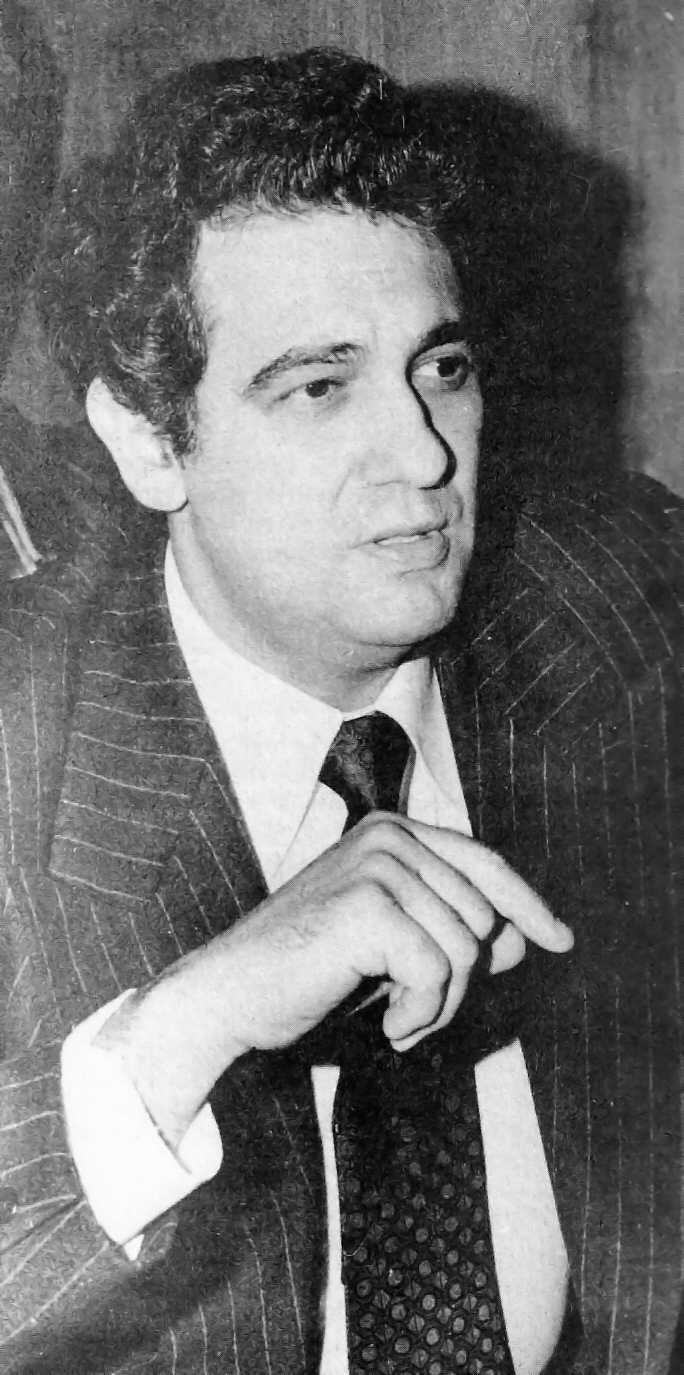
Plácido Domingo nel 1979

Al Wiener Staatsoper è Canio in Pagliacci, Manrico ne Il trovatore con la Cossotto e Ivo Vinco e Faust con Siepi e Wilma Lipp nel 1968, Don José in Carmen nel 1969, Don Alvaro in La forza del destino con Siepi, Gustavo (Riccardo) ne Un ballo in maschera e Mario Cavaradossi in Tosca nel 1971, Radames in Aida diretto da Riccardo Muti, Rodolfo ne La bohème, il Duca di Mantova in Rigoletto e Turiddu in Cavalleria rusticana nel 1973, Don Josè in  Carmen diretto da Carlos Kleiber con la Obraztsova per la regia di Franco Zeffirelli ripreso dalla Österreichischer Rundfunk e dirige Die Fledermaus nel 1978, Johnson nella Fanciulla del West, Edgardo in Lucia di Lammermoor, Viscardo di Benevento nel Giuramento (opera) con Agnes Baltsa e Mara Zampieri e dirige Il trovatore nel 1979, Andrea Chénier con Cappuccilli e Fedora Barbieri nel 1981, Otello con Mirella Freni nel 1982, Lohengrin nel 1985, Enzo Grimaldo nella Gioconda nel 1986 e Samson in Samson et Dalila con la Baltsa diretto da Georges Prêtre nel 1990.
Al San Francisco Opera nel 1969 è Rodolfo ne La bohème, nel 1970 è Don José in Carmen e Mario Cavaradossi in Tosca, nel 1971 è Manrico ne Il trovatore con Leontyne Price, nel 1972 esordisce nel ruolo di Vasco da Gama in L'Africaine di Giacomo Meyerbeer con la Verrett, nel 1975 Andrea Chénier, nel 1976 è Turiddu in Cavalleria rusticana e Canio in Pagliacci, nel 1978 Otello con Katia Ricciarelli, nel 1979 Dick Johnson ne La fanciulla del West, nel 1980 Samson in Samson et Dalila con la Verret, tiene un concerto con Pilar Lorengar nel 1984, è Hoffmann in Les Contes d'Hoffmann nel 1987, Vasco da Gama in L'Africaine di Giacomo Meyerbeer con la Verrett nel 1988 e nel 1990 tiene un concerto con Ann Panagulias al Civic Auditorium.
All'Arena di Verona esordisce con Calaf in Turandot di Puccini nel 1969; Don Carlo di Verdi nel 1969, Renato Des Grieux in Manon Lescaut di Puccini nel 1970, Mario Cavaradossi in Tosca nel 1974; è Radames in Aida di Verdi nel 1974 e 1976, Calaf anche nel 1975, Turiddu in Cavalleria Rusticana di Mascagni e Tonio in Pagliacci di Leoncavallo nel 1977. Con la Fondazione Arena partecipa inoltre alla trasferta di Aida a Luxor nel 1987.
Ancora nel 1970 è il protagonista in Roberto Devereux diretto da Julius Rudel con Beverly Sills e Louis Quilico al New York City Opera.
Alla Scala è il protagonista nella prima di Don Carlo con Ghiaurov, Cappuccilli, Rita Orlandi Malaspina, la Verrett e Martti Talvela diretto da Claudio Abbado nel 1970 e Rodolfo nella replica de La bohème con Mariella Adani e Vinco nel 1971, che unitamente a quanto fatto fino a questo momento lo consacrano come uno dei maggiori cantanti lirici sulla scena mondiale.
Ancora a Milano nel 1971 canta musiche di Verdi in concerto diretto da Claudio Abbado con Gundula Janowitz e Ghiaurov ed è Radames nella prima rappresentazione di Aida con la Cossotto, Ghiaurov, la Arroyo, Cappuccilli e Luciana Savignano diretto da Claudio Abbado nel 1972, inaugura anche la stagione 1972/1973 con Riccardo in Un ballo in maschera, con Cappuccilli diretto da Gianandrea Gavazzeni, è Don Josè in Carmen con la Cossotto, Josè van Dam e la Maliponte diretto da Pretre, Mario Cavaradossi nella prima di Tosca con la Kabaivanska, Antonio Zerbini e Alfredo Mariotti, diretto da Molinari Pradelli nel 1974, Otello con la Freni diretto da Kleiber nella serata d'inaugurazione della stagione 1976/1977 trasmessa in diretta dalla RAI, nelle prime rappresentazioni nel 1980 e nel 1987, Il cavaliere Des Grieux nella prima di Manon Lescaut con Sylvia Sass, Angelo Romero, Piero De Palma e Capecchi diretto da Pretre nel 1978, Turiddu in Cavalleria rusticana e Canio in Pagliacci con Juan Pons diretto da Pretre nel 1981; nello stesso anno partecipa alla trasferta La Scala in Giappone con Otello con Anna Tomowa-Sintow diretto da Kleiber al Teatro N.H.K. di Tokyo, Ernani con Renato Bruson, Ghiaurov, Freni diretto da Muti nella serata d'inaugurazione della stagione 1982/1983, Il principe ignoto (Calaf) in Turandot con Ghena Dimitrova, la Ricciarelli e Rolando Panerai diretto da Lorin Maazel nel 1983, Josè in Carmen nella serata d'inaugurazione della stagione 1984/1985 con Shirley Verrett diretto da Claudio Abbado.
Nel 1970 canta la Missa Solemnis di Beethoven, diretta Wolfgang Sawallisch con l'Orchestra Sinfonica di Roma della RAI, il Coro della Bayerischer Rundfunk, Christa Ludwig e Moll nella Basilica di San Pietro in Vaticano alla presenza di papa Paolo VI ripreso dalla RAI.
Ancora nel 1971 è Calaf in Turandot diretto da Prêtre con Maria Chiara al Teatro Comunale di Firenze e Mario Cavaradossi nella ripresa nel Teatro Nuovo di Torino di Tosca.
Al Royal Opera House di Londra è Mario Cavaradossi in Tosca con la Jones nel 1971, Don José in Carmen nel 1973 con Kiri Te Kanawa, la Verrett e José van Dam diretto da Georg Solti, nel 1974 è Radames in Aida e Rodolfo ne La bohème con la Ricciarelli, nel 1975 Gustavo (Riccardo) ne Un ballo in maschera con Cappuccilli, la Grist e la Ricciarelli diretto da Claudio Abbado, nel 1976 è Turiddu in Cavalleria rusticana e Canio in Pagliacci, nel 1977 Dick Johnson ne La fanciulla del West diretto da Mehta con Silvano Carroli e Robert Lloyd, nel 1978 Vasco da Gama in L'Africaine con Grace Bumbry, nel 1979 Rodolfo in Luisa Miller con Renato Bruson, la Ricciarelli e diretto da Lorin Maazel, nel 1980 Otello con Margaret Price diretto da Kleiber e Hoffmann ne Les Contes d'Hoffmann con Agnes Baltsa e Ileana Cotrubas diretto da Georges Prêtre, nel 1983 Renato Des Grieux in Manon Lescaut con la Kanawa diretto da Giuseppe Sinopoli e dirige Die Fledermaus con la Kanawa e Hermann Prey, nel 1984 Calaf in Turandot, nel 1985 Andrea Chénier con Giorgio Zancanaro e Anna Tomowa-Sintow e Samson in Samson et Dalila con Agnes Baltsa e nel 1989 Manrico ne Il trovatore.
Nel 1972 è Radamès nella trasferta scaligera nel Nationaltheater (Monaco di Baviera) di Aida diretto da Abbado, con la Cossotto, Cappuccilli e Ghiaurov cantando anche nel Requiem di Verdi e Riccardo di Warwick nella ripresa nel Teatro alla Scala di Milano di Un ballo in maschera di Giuseppe Verdi con Cappuccilli. Nel 1974 è Andrea Chénier diretto da Nino Sanzogno, con Angelo Nosotti al Teatro Regio di Torino e canta la Messa da Requiem di Giuseppe Verdi con la Cossotto diretta da Mehta al Teatro La Fenice di Venezia.
Al Festival di Salisburgo nel 1975 è Don Carlos nella prima rappresentazione di Don Carlo di Verdi direzione e regia di Herbert von Karajan, con la Freni, Anna Tomowa-Sintow, Christa Ludwig, Cappuccilli, Ghiaurov, van Dam e i Wiener Philharmoniker e canta nel Requiem di Verdi diretto da Karajan e nel 1980 è Hoffmann nella prima rappresentazione di Les contes d'Hoffmann diretto da Levine con van Dam ed Edda Moser ripreso anche nel 1981 e 1982.
A Bilbao è Mario Cavaradossi in Tosca con Juan Pons e Mariotti nel 1977, Canio nei Pagliacci con Giorgio Zancanaro e Turiddu in Cavalleria rusticana nel 1978.
Tra le tappe successive della sua carriera figurano l'Opéra Garnier di Parigi (I vespri siciliani), il Teatro Regio di Torino (La Fanciulla del West nel 1974), Salisburgo (Don Carlo) e l'esordio in Otello ad Amburgo. È inoltre stato il protagonista di due opere scritte espressamente per lui: El poeta di Torroba (Teatro de la Zarzuela di Madrid, 1980) e Goya di Menotti (Washington, 1986). Nel 1977 è Loris Ipanov in Fedora, con Virginia Zeani al Gran Teatre del Liceu di Barcellona e Don José in Carmen con la Freni e Teresa Berganza diretto da Claudio Abbado al Festival Opera di Edimburgo. Al Grand Théâtre de Monte Carlo nel 1980 è Otello con la Chiara.
Al Teatro alla Scala di Milano nel 1982 è Ernani nella ripresa di Ernani di Giuseppe Verdi con la Freni, Renato Bruson e Ghiaurov diretto da Muti e nel 1984 è Don José nella ripresa di Carmen di Georges Bizet con la Verrett diretto da Claudio Abbado. Nel 1986 canta l'Inno delle Nazioni con la Royal Philharmonic Orchestra nel film documentario 16 giorni di gloria.
Nel 1990 è Otello con Renato Bruson diretto da Myung-Whun Chung all'Opéra National de Paris.
L'interesse alla direzione d'orchestra, abbandonato in seguito al concretizzarsi della carriera canora, ritorna alla luce soltanto a partire dal 1973. Il 7 ottobre esordisce infatti sul podio della New York City Opera ne La traviata.
Canta Un ballo in maschera diretto da Muti con la Philharmonia Orchestra, la Arroyo e Cappuccilli nella colonna sonora del film La luna e Granada in The Wanderers - I nuovi guerrieri.
A partire dagli anni ottanta Domingo intensifica l'attività come direttore, con numerose incisioni discografiche ed esibizioni in alcuni tra i più importanti teatri del mondo (inclusi La Scala, Metropolitan, Wiener Staatsoper, Arena di Verona, Los Angeles Opera), dirigendo principalmente repertorio operistico, tra cui Tosca, Aida e La traviata, e occasionalmente composizioni sinfoniche o recital. Interessato sin dalla gioventù a tutte le espressioni dell'arte canora, anche in seguito al suo primario impegno nel campo operistico, non trascura le altre forme musicali. Nel 1981 registra la canzone Perhaps Love in un duetto con il popolare cantante folk/pop statunitense John Denver e durante gli anni ottanta incide album musicali di generi più diversi (pop, musical, brani tradizionali), che lo portano, soprattutto negli Stati Uniti, a raggiungere lo status di celebrità anche al di fuori del mondo della lirica, frequentando assiduamente la televisione nelle vesti di cantante, intrattenitore e, occasionalmente, attore, mentre, in campo cinematografico Zeffirelli e Francesco Rosi gli affidano il ruolo di protagonista nelle trasposizioni de La traviata (1983) Otello e Carmen (1984).

### 1990-2010

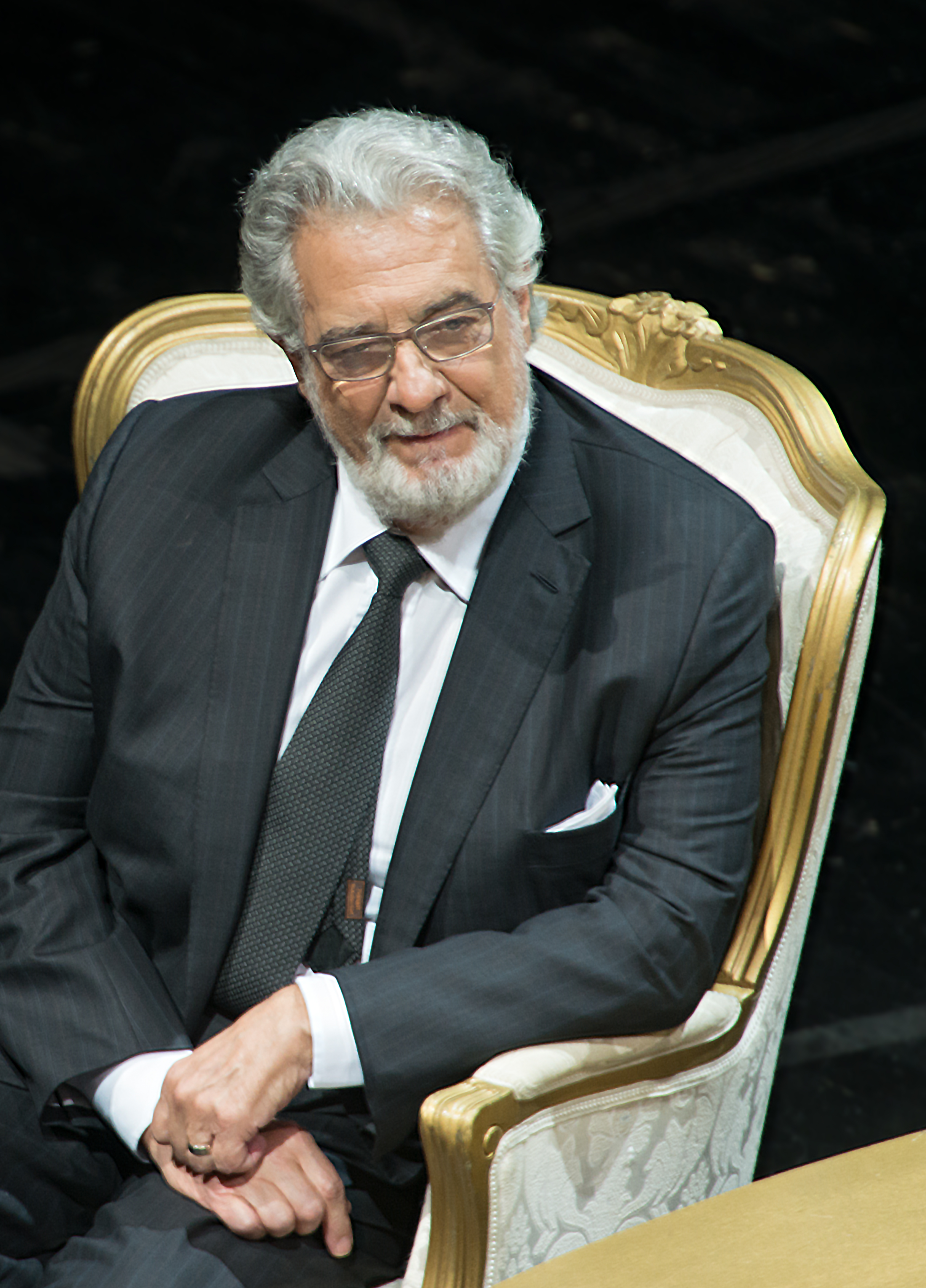
Plácido Domingo nel 2014

L'ambizione di Domingo di portare l'opera e la musica in genere al grande pubblico si concretizza a partire dal 1990, quando, in occasione della finale dei Campionati mondiali di calcio, si esibisce assieme ai colleghi Luciano Pavarotti e José Carreras alle Terme di Caracalla in uno storico concerto benefico a favore della José Carreras International Leukaemia Foundation, dando così inizio al fenomeno dei Tre Tenori, una serie di concerti di grande successo tenuti dai tre nel corso degli anni novanta, spesso in concomitanza con grandi eventi pubblici o sportivi. Nel 1991 affianca Paloma San Basilio in un fortunato concerto tenutosi a Madrid, e alla base dell'album live Plácido e Paloma- Por Fin Juntos, mentre nel 1993 dà vita allo spettacolo Christmas in Vienna (trasformatosi anch'esso in un disco live) assieme a Diana Ross e José Carreras, cui seguono, con cadenza annuale, Christmas in Vienna II, III e IV, che vedono il cantante affiancato da artisti quali Dionne Warwick, Charles Aznavour, Sissel Kyrkjebø, Patricia Kaas, Sarah Brightman, Luciano Pavarotti, Alejandro Fernández, Riccardo Cocciante e Tony Bennett. Continua nel frattempo la sua attività sulla scena, con nuovi esordi (Idomeneo di Mozart, Parsifal, La Valchiria) e la ripresa del suo tradizionale repertorio, nel quale spicca lo storico Otello viennese del 1991, entrato nel Guinness dei primati per gli 80 minuti di applausi e le 101 chiamate al sipario.
Al Metropolitan nel 1991 è Parsifal con Jessye Norman, nel 1991 Dick Johnson nella Fanciulla del west, nel 1993 canta in un concerto che il Met organizza per i venticinque anni con la compagnia di Domingo e Pavarotti ed è Stiffelio nell'opera omonima di Giuseppe Verdi, nel 1994 è Idomeneo, nel 1995 Gabriele Adorno in Simon Boccanegra con Kiri Te Kanawa e dirige Madama Butterfly, nel 1996 Siegmund ne La Valkiria e il conte Loris Ipanov in Fedora con Mirella Freni, nel 1999 è Gherman nella Dama di picche, nel 2000 conte Danilo nella Vedova allegra, con Frederica von Stade, nel 2001 canta in concerto che il Met organizza per il suo sessantesimo compleanno, nel 2002 è Christopher Sly in Sly di Wolf-Ferrari con Maria Guleghina e Juan Pons e dirige Rigoletto con Leo Nucci, nel 2005 Cyrano de Bergerac nell'opera omonima di Franco Alfano, poi Emperor Qin nella prima mondiale di The First Emperor di Dun-Jin diretta da Tan Dun, nel 2007 Oreste in Iphigenie en Tauride, nel 2009 canta nel concerto che il Metropolitan organizza per i suoi quarant'anni al Met, nel 2011 è Nettuno in The Enchanted Island e dirige la Madama Butterfly.

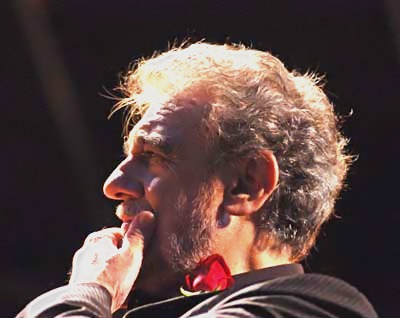
Plácido Domingo; 4 agosto 2006

Al Wiener Staatsoper è Parsifal con Kurt Moll e Waltraud Meier nel 1991, Siegmund nella Valchiria con la Meier e Hildegard Behrens nel 1992, dirige La traviata ed è Hoffmann con Natalie Dessay e Barbara Frittoli nel 1993, dirige I puritani con Edita Gruberova nel 1994, Jean in Hérodiade con Juan Pons, Baltsa e Ferruccio Furlanetto, dirige Aida e Carmen ed è Loris Ipanoff in Fedora nel 1995, Idomeneo e Stiffelio nel 1997, dirige Tosca ed è Jean de Leyden in Le prophète nel 1998, Hermann nella Dama di picche diretto da Seiji Ozawa nel 1999, dirige La bohème con Ramón Vargas nel 2003, canta nel Domingo-Gala nel 2007 e nel 2011 è Simon Boccanegra con Ferruccio Furlanetto e la Frittoli. Complessivamente fino al 2011 Domingo ha preso parte a circa duecento rappresentazioni viennesi.
Al Teatro alla Scala di Milano è Dick Johnson nella Fanciulla del west ripresa dalla RAI con Pons, Mara Zampieri, Antonio Salvadori e Pietro Spagnoli diretto da Maazel nel 1991, Parsifal nella serata d'inaugurazione della stagione 1991/1992 diretto da Muti, canta in concerto con Veronica Villarroel nel 1992, il conte Loris Ipanoff nella prima rappresentazione di Fedora con la Freni nel 1993 e nel 1996, Sigmund nella serata d'inaugurazione della stagione 1994/1995 nella Valchiria diretto da Muti, Otello nella serata d'inaugurazione della stagione 2001/2002 con Leo Nucci e Barbara Frittoli diretto da Muti, Samson in Samson et Dalila nel 2002, Vidal Hernando nella prima rappresentazione di Luisa Fernanda di Federico Moreno Torroba nel 2003, Cyrano nella prima rappresentazione di Cyrano de Bergerac con Claudio Sgura e partecipa al concerto per i suoi 40 anni dall'esordio alla Scala eseguendo musiche di Wagner con Nina Stemme diretto da Daniel Barenboim nel 2009, Simon Boccanegra nella prima rappresentazione con Ferruccio Furlanetto diretto da Barenboim e dirige nel concerto della finale del concorso Operalia 2010.
Al David Letterman Show prende parte a una puntata nel 1994 e una nel 1995.
Nel 2010 è stato premiato con il Latin Recording Academy Person of the Year (la stessa organizzazione che distribuisce i Latin Grammy Awards) per il concorso Operalia. All'Opéra National de Paris è ancora Otello diretto da Myung-Whun Chung nel 1992, Mario Cavaradossi in Tosca nel 1994 e nel 1995 diretto da Seiji Ozawa e Parsifal nel 2001. All'Arena di Verona è ancora Canio in Pagliacci nel 1993; nel 1994 è protagonista di Otello, di una Serata di Gala e dirige una recita di Aida; prende parte al gala La Corona di Pietra nel 2004; nel 2009 è protagonista della Serata di Gala per i 40 anni dal suo esordio in Arena; nel 1999 e nel 2009 dirige Carmen, mentre nel 2012 dirige Aida. Con la Fondazione Arena partecipa inoltre alle trasferte a Tokyo con Aida e una Serata di Gala nel 2010, a Muscat con Turandot nel 2011. Nel 2013 è Nabucco, dirige due recite di Rigoletto e una di Aida; è protagonista del Gala Domingo-Harding e del Gala Domingo-Operalia.
Torna nel 2014 protagonista della serata Plácido Domingo canta Verdi.
Al San Francisco Opera esordisce nell ruolo di Jean in Hérodiade nel 1994, tiene un concerto nel Civic Auditorium nel 1996, canta nel concerto Viva! Domingo nel 2000 ed è Cyrano de Bergerac con Ainhoa Arteta nel 2010. Al Royal Opera House di Londra nel 1995 è Stiffelio e il conte Loris Ipanov in Fedora con Maria Guleghina, nel 1996 Siegmund ne La Valkiria, nel 1997 Gabriele Adorno in Simon Boccanegra, nel 1998 Parsifal e dirige La traviata, nel 2000 Arrigo ne La battaglia di Legnano (alla fine della rappresentazione di questo ultimo spettacolo gli è stata conferita la Royal Philharmonic Society Gold Medal), nel 2002 Gherman in The Queen of Spades (al termine delle rappresentazioni di questa ultima opera Domingo celebra trent'anni di apparizioni con il The Royal Opera), nel 2006 Cyrano in Cyrano de Bergerac. Complessivamente fino al 2011 Domingo ha preso parte a duecentotrentadue rappresentazioni londinesi.
Nel 1996 assume la carica di direttore generale della Washington National Opera, mentre nel 2003 è direttore artistico della L.A. Opera, diventandone direttore generale nel 2006. Entrambe le cariche sono state rinnovate sino al 2011. L'età lo porta a sfoltire il proprio repertorio tradizionale, cui però si aggiungono nuovi esordi. Nel 1997 canta in concerto con Ainhoa Arteta al Civic Theatre del San Diego Opera. Nel 1998 è Canio in I Pagliacci a Ravenna, con Juan Pons. Nel 2002 dirige La traviata al Teatro Regio di Parma e nel 2005 l'Aida alle Terme di Caracalla per il Teatro dell'Opera di Roma. Di particolare rilevanza, nel 2005, il ruolo principale in Cyrano de Bergerac di Alfano, opera poco frequentata, recentemente riscoperta proprio grazie all'interesse di Domingo, che ne ha fatto uno dei suoi cavalli di battaglia nell'ultima fase della sua carriera.
Ai ruoli in teatro si alternano con sempre maggior frequenza esibizioni in forma di concerto, spesso in collaborazione con altri artisti (di particolare rilievo il sodalizio artistico con il soprano Anna Netrebko e il tenore Rolando Villazón, con cui ha cantato in due fortunati concerti al Waldbühne di Berlino nel 2006 e al Castello di Schönbrunn, a Vienna nel 2008, e che ha accompagnato in diverse occasioni in veste di direttore). Nel marzo del 2008 compie il suo 130º esordio interpretando Tamerlano di Handel. Nello stesso anno si esibisce in duetto con Song Zuying alla cerimonia di chiusura delle XXIX Olimpiadi a Pechino e incide il disco Amore infinito, raccolta di brani ispirati alle poesie di Karol Wojtyła. Nell'estate 2009 è direttore artistico della stagione lirica dell'Arena di Verona, dirigendo l'orchestra in alcune serate ed esibendosi come cantante in un gala in suo onore. Nel corso del 2009 partecipa alla celebrazione del 125º anniversario della New York Metropolitan Opera, interpretando Adriana Lecouvreur, opera con cui ha esordito nel 1968 nello stesso teatro., mentre il 24 ottobre di quello stesso anno esordisce nel ruolo baritonale di Simon Boccanegra alla Staatsoper di Berlino.

### Dal 2010 al 2014
Nel marzo 2010 gli viene diagnosticato un tumore maligno al colon. Immediatamente operato, si ristabilisce rapidamente, ritornando sul palco, ad appena un mese dall'operazione, con l'interpretazione di Simon Boccanegra alla Scala di Milano. Il 2 agosto 2010 esordisce nel ruolo baritonale di Rigoletto in un'edizione concertistica dell'opera a Pechino, mentre il 4 e 5 settembre dello stesso anno interpreta nuovamente lo stesso ruolo nel film TV Rigoletto a Mantova sotto la direzione di Zubin Mehta e con la regia di Marco Bellocchio. L'evento, girato negli ambienti reali della vicenda, viene trasmesso in diretta, diviso in tre parti (una per ciascun atto), in 148 Paesi.
Nel settembre 2010 canta il ruolo di Pablo Neruda per la prima mondiale del Postino di Daniel Catán alla Los Angeles Opera. Nel 2011 tiene un concerto Auditorio Jardines di Peralada con Virginia Tola, dirige Tosca al Kennedy Center Opera House del Washington National Opera, dirige Roméo et Juliette ed è Simon Boccanegra al Los Angeles Opera (protagonisti Nino Machaidze e Vittorio Grigolo).
Nel 2012 è Simon Boccanegra e dirige Carmen all'Opernhaus Zürich, Athanaël in Thaïs di Jules Massenet e dirige Tosca e Le Cid di Massenet al Palau de les Arts Reina Sofía di Valencia, Cyrano in Cyrano de Bergerac al Teatro Real di Madrid, Simon Boccanegra diretto da Daniel Barenboim allo Schiller Theater di Berlino, tiene un concerto con Angel Blue all'Auditorio Nacional di Città del Messico, Pablo Neruda ne Il Postino di Daniel Catán al Teatro Municipal di Santiago e Bajazet in Tamerlano al Salzburger Festspiele.
Durante il 90º Festival Lirico dell'Arena di Verona, dirige due rappresentazioni di Aida, il 28 luglio e il 2 agosto 2012. A settembre esordisce in un nuovo ruolo baritonale, quello di Francesco Foscari ne I due Foscari verdiani all'opera di Los Angeles.
Il 2013 per Domingo si apre all'insegna di tre previsti esordi in ruoli baritonali in opere verdiane: a marzo Giorgio Germont nella Traviata al Met, ad aprile il ruolo del titolo di Nabucco a Londra, e in agosto Giacomo nella Giovanna d'Arco al Festival di Salisburgo (nel ruolo del titolo Anna Netrebko), riprendendo poi il ruolo di Nabucco all'Arena di Verona, nel il festival del centenario, durante il quale dirige l'orchestra in alcune recite.
Nel 2014, sempre per il Festival di Salisburgo, esordisce come Conte di Luna ne Il trovatore, accanto alla Netrebko, a Marie-Nicole Lemieux e Francesco Meli diretto da Daniele Gatti, a Los Angeles Giorgio Germont ne La traviata diretto da James Conlon con la Machaidze, Francesco Foscari ne I due Foscari diretto da Antonio Pappano con Meli e Maria Agresta a Londra e dirige Manon Lescaut a Valencia.
Ancora nel 2014 doppia un personaggio nel film d'animazione Il libro della vita nel quale canta Cielito lindo nella colonna sonora.

### Gli scandali negli anni 2019 e 2022
Nell'agosto 2019 sono state mosse numerose accuse di molestie sessuali contro il tenore spagnolo. Otto cantanti e una ballerina hanno affermato di essere state molestate sessualmente dal cantante in un arco di tempo che va dagli anni ottanta agli anni duemila e l'Associated Press ha riportato che quasi quaranta tra cantanti, danzatori, musicisti, insegnanti di canto e servi di scena hanno assistito a comportamenti sessualmente inappropriati da parte di Domingo. In tutta risposta, la Los Angeles Opera ha cominciato un'indagine privata per esaminare i fatti, anche se le accuse hanno portato alcuni teatri, tra cui la Dallas Opera, a cancellare eventi in cui il cantante si sarebbe dovuto esibire. Dopo essersi ritirato dal Macbeth al Metropolitan in seguito alle accuse, il 2 ottobre 2019 si dimette dalla direzione della Los Angeles, una posizione che occupava dal 2017. Nel 2022 è stato collegato ad una setta di tratta sessuale.

### Vita privata
Il padre, Plácido Francisco Domingo Ferrer (8 marzo 1907 – 22 novembre 1987), è stato un violinista e un ex baritono di zarzuela, mentre la madre, Pepita Embil Echániz (28 febbraio 1918 – 28 settembre 1994), è stata un soprano di origine basca, tra le più apprezzate interpreti di zarzuela della sua generazione (esordì al Gran Teatre del Liceu di Barcellona). I due, dopo aver lavorato in molte importanti compagnie di zarzuela spagnole e messicane, si trasferiscono con i figli (Plácido e la sorella Maria José Domingo de Fernandez) in Messico e fondano la Domingo-Embil Company. Il 29 agosto 1957, a soli 16 anni, Plácido sposa la pianista Ana María Guerra Cué, di tre anni più anziana, dalla quale divorzia poco dopo la nascita del figlio José Plácido Domingo Guerra (16 giugno 1958).
Nel 1962 convola nuovamente a nozze con il soprano messicano Marta Ornelas (1935), incontrata anni prima al conservatorio e votata in quello stesso anno come "Cantante messicana dell'anno". Dopo un inizio carriera promettente come cantante d'opera e concertista (spesso accompagnata al piano dal marito), Marta decide tuttavia di abbandonare temporaneamente il mondo musicale per dedicarsi ai figli, Plácido Francisco (21 ottobre 1965), oggi apprezzato compositore noto come Plácido Domingo Jr., e Alvaro Maurizio (11 ottobre 1968). Negli anni novanta, dopo aver lavorato come collaboratrice e manager del marito, ha intrapreso, dal 1991, la carriera di regista di opere liriche (inclusa una fortunata edizione de La traviata nel 2006). Domingo risiede con la famiglia a Teaneck, New Jersey e possiede una casa ad Acapulco. Nel 2010 è stato operato per un carcinoma del colon-retto.

## Vocalità
"Il colore della voce è buono, l'espressione lirica gradevole, il repertorio ampio, il professionismo notevole, la musicalità pronta, ma l’estensione rimane faticosa, il volume limitato, la tecnica modesta, la dinamica povera, il temperamento scarso. Più che quelli verdiani, si segnalano alcuni personaggi pucciniani" (Piero Mioli).
Dotato di un timbro scuro e pastoso con suoni caldi e bruniti, congeniale ai ruoli di tenore lirico-drammatico del dramma musicale ottocentesco e verista, unito ad una estensione vocale non attribuibile alla classe vocale tenorile in senso stretto, Domingo ha potuto ampliare il proprio repertorio sino a comprendere ruoli baritonali negli ultimi anni, dimostrando una disinvoltura ed una audacia spesso azzardate (continuando ad esibirsi dal vivo sulle scene, in ruoli spesso estremi, anche dopo i sessant'anni), arrivando a mettere a rischio la propria voce e la propria salute (celebre l'Otello del 2001 alla Scala, quando Domingo, colto da un malore a metà del secondo atto, decise, contro il parere del medico, di portare comunque l'opera fino alla fine).
La versatilità canora, tanto nella tipologia dei ruoli che negli stili musicali molto diversi, e l'uso considerevole dell'organo vocale (fraseggio stentoreo, il padroneggiamento del registro acuto, la frequenza degli impegni musicali anche in età avanzata), se deleteri per molti suoi illustri colleghi (Di Stefano; Carreras), non hanno danneggiato le sue corde vocali, che a oltre settant'anni d'età continuano a sostenerlo nei frequenti impegni a teatro e in studio di registrazione.
Se dopo gli esordi baritonali e nel repertorio zarzuelesco la voce giovanile di Domingo era incentrata sul registro del tenore drammatico, sin da quando, nel 1959, comincia ad interessarsi seriamente al canto, la sua attenzione si sposta verso i ruoli lirici, sviluppando le sue attitudini vocali verso il registro medio e superiore, scoprendo la possibilità di raggiungere il registro acuto.
Negli anni settanta l'artista sviluppa ulteriormente le proprie capacità canore, con una voce estesa, dal timbro ricco e incentrata sul registro di tenore lirico spinto, ma in grado di sostenere ruoli diversissimi tra loro, che lo porta ad alternare ruoli lirico-leggeri quali Nemorino o Almaviva ad altri da tenore eroico (Otello e i primi ruoli wagneriani).
Dalla seconda metà del decennio, con l'intensificarsi dei ruoli drammatici e spinti, la voce acquisisce grande potenza con un irrobustimento del registro centrale a scapito delle note acute, che perdono di lucentezza e ricchezza, e del timbro (cfr. Otello al Teatro alla Scala 1976 e Il trovatore al Wiener Staatsoper 1978).
Con il maturare della propria sensibilità e cultura musicale (anche attraverso i primi impegni come direttore d'orchestra), Domingo comincia a sperimentare le possibilità della propria voce, affrontando ruoli e generi musicali più diversi (la collaborazione con artisti come John Denver o Julio Iglesias; l'incisione del musical The Man of La Mancha e l'ampliarsi del proprio repertorio all'esterno della lirica), e affinando le proprie tecniche interpretative.

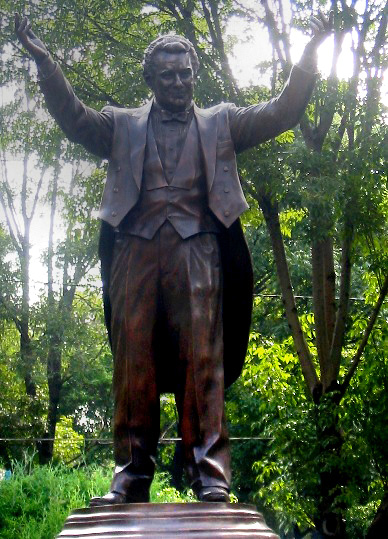
Statua di Plácido Domingo; Città del Messico

A partire dalla seconda metà degli anni ottanta, in seguito all'apparire di alcuni problemi di fonazione (difficoltà nel controllo dei fiati, note acute ingolate e stecche negli acuti cfr. Manon Lescaut al Covent Garden 1983; Turandot al Metropolitan di New York 1988, quando Domingo stecca sul Do acuto nel duetto del secondo atto con Turandot-Eva Marton) dovuti probabilmente all'iperattività e all'eccessiva ecletticità del repertorio, oltre che al naturale avanzare dell'età, ha inizio un profondo lavoro di rieducazione della propria voce, riacquistando lo smalto di un tempo tanto che nei primi anni novanta appare qualitativamente molto superiore a quella di dieci anni prima a detta dei critici, mantenendo i caratteri di potenza e ricchezza, accompagnate da un controllo e una ricchezza espressiva inediti che lo sosterranno per i successivi due decenni, malgrado un registro acuto ormai poco praticabile.
All'inizio del nuovo millennio, messi da parte i ruoli più lirici ormai difficilmente praticabili, la voce di Domingo è ritornata verso la fascia tenorile drammatica, con i caratteri dell'Heldentenor, mostrando un canto più attento e maturo in grado di compensare certi limiti vocali posti dall'età.
Nel corso degli anni novanta ha dimostrato un maggior interesse verso i ruoli baritonali (con l'incisione del Barbiere di Siviglia e le sempre più frequenti esecuzioni concertistiche di brani per baritono), culminati, nel gennaio 2007, con l'annuncio dell'intenzione di cimentarsi in alcuni ruoli di baritono verdiano. Ambizione concretizzatasi nel 2009 con il debutto come Simon Boccanegra, seguito, nel 2010, da Rigoletto e da alcuni ruoli baritenorili del repertorio barocco (Tamerlano di Haendel). Nel 2013 debutterà nel ruolo di Giacomo nella Giovanna d'Arco di Giuseppe Verdi al Wien Oper e nel ruolo di Athanael nella Thaïs di Jules Massenet.
Si è spesso discusso se la voce di Domingo sia da classificarsi o meno come autenticamente tenorile, come già si discusse per Enrico Caruso, special modo nella complessa evoluzione vocale nel corso della sua carriera. Da un punto di vista di estensione vocale, Domingo è in grado di emettere note propriamente da basso-baritono e raggiungendo agilmente il Fa1 - Fa grave, mentre ha sempre ottenuto con difficoltà il Do4 - Do di petto, con la quasi totale impossibilità di emetterlo dal vivo già dagli anni ottanta. Questa estensione lo avvicina a baritoni quali Leo Nucci o Thomas Hampson piuttosto che a tenori "puri" come Alfredo Kraus o Luciano Pavarotti, dotati di voce squillante e che raggiungono il Re4 - Re sovracuto, mentre difficilmente scendono oltre il La1. Domingo è dotato comunque di una spiccata cantabilità anche nel registro medio superiore, padroneggiando, almeno in gioventù, anche la fascia acuta (laddove colleghi dalle voci più spiccatamente tenorili, come José Carreras, accusano difficoltà). Viene pertanto generalmente considerato un tenore a tutti gli effetti, seppur dotato di un'ampia estensione verso il registro baritonale e basso.

## Repertorio operistico
Nei suoi quasi sessant'anni di carriera Domingo ha costruito uno tra i più ampi ed eclettici repertori musicali del Novecento. La già citata poliedricità vocale, unita alla profonda conoscenza e sensibilità musicale e a una naturale propensione per lo studio professionale e le lingue (parla correntemente lo spagnolo, l'italiano e l'inglese, ha eccellenti conoscenze di tedesco e francese), gli hanno infatti permesso di affrontare un numero sconfinato di ruoli (non sempre senza difficoltà o riserve da parte della critica), continuando a cimentarsi in nuovi personaggi anche in età avanzata, sino a raggiungere, nel marzo 2008, la cifra record di 130 ruoli diversi tra opere liriche, musical e zarzuele, 126 dei quali interpretati effettivamente sulla scena (superando così ogni altro tenore passato e contemporaneo). Attorno a una solida base di ruoli lirico-drammatici (Otello di G. Verdi; Tosca di G. Puccini; Carmen di G. Bizet), ha saputo costruire un'immensa galleria di personaggi, interpretando pressoché tutti i più importanti ruoli tenorili del repertorio ottocentesco e verista, ma spaziando dai musicisti barocchi (Gluck; Haendel) sino al Novecento inoltrato e ad autori contemporanei (Franco Alfano; Leigh, The First Emperor di Tan Dun, di cui è stato il primo interprete in assoluto).
Oltre alle innumerevoli interpretazioni di Otello (di gran lunga il suo ruolo più congeniale anche dal punto di vista recitativo, come testimonia lo splendido video dell'ormai storico spettacolo realizzato nel 1991 al Covent Garden sotto la direzione di Solti), Cavaradossi (che ha interpretato più volte di qualsiasi altro cantante) e Don José, per i quali il cantante appare come un punto di riferimento assoluto, sono da citare numerose sue interpretazioni di personaggi pucciniani (Calaf in Turandot, Rodolfo ne La bohème, Pinkerton in Madama Butterfly), verdiani (Alfredo ne La traviata, il Duca di Mantova in Rigoletto, Radames in Aida, Riccardo in Un ballo in maschera) e, negli ultimi anni, wagneriani (Parsifal, Tristano, Lohengrin nelle opere omonime e Siegmund nella Valchiria). Caratteristica di Domingo, è la spiccata predilezione per le incisioni live, nelle quali il cantante mette in luce tutto il proprio talento drammatico (con risultati, a detta di molti, molto superiori alle sue registrazioni in studio), che hanno spesso dato origine a preziose testimonianze video (oltre al già citato Otello, sono da ricordare la spettacolare Turandot diretta da Zeffirelli al Metropolitan e le diverse edizioni di Tosca).

### Lista dei ruoli interpretati
| Anno | n.  | Titolo                               | Compositore  | Ruolo                  | Debutto    | Teatro/Studio                       | Città             |
| ---- | --- | ------------------------------------ | ------------ | ---------------------- | ---------- | ----------------------------------- | ----------------- |
| 1959 | 1   | Rigoletto                            | Verdi        | Borsa                  | 23-09-1959 | Palacio de Bellas Artes             | Città del Messico |
|      | 2   | Dialogues dés Carmelites             | Poulenc      | Chaplain               | 21-10-1959 | Palacio de Bellas Artes             | Città del Messico |
| 1960 | 3   | La vedova allegra                    | Lehár        | Danilo, Camille        | 1960       | Palacio de Bellas Artes             | Città del Messico |
|      | 4   | Turandot                             | Puccini      | Altoum                 | 11-09-1960 | Teatro de la Ciudad                 | Monterrey         |
|      | 5   | Turandot                             | Puccini      | Pang                   | 01-10-1960 | Teatro de la Ciudad                 | Monterrey         |
|      | 6   | Lucia di Lammermoor                  | Donizetti    | Normanno               | 05-10-1960 | Teatro de la Ciudad                 | Monterrey         |
|      | 7   | La traviata                          | Verdi        | Gastone                | 08-10-1960 | Teatro de la Ciudad                 | Monterrey         |
|      | 8   | Carmen                               | Bizet        | Remendado              | 15-10-1960 | Teatro de la Ciudad                 | Monterrey         |
|      | 9   | Otello                               | Verdi        | Cassio                 | 17-10-1960 | Teatro de la Ciudad                 | Monterrey         |
| 1961 | 10  | La traviata                          | Verdi        | Alfredo                | 19-05-1961 | Teatro de la Ciudad                 | Monterrey         |
|      | 11  | El Ultimo sueno                      | Vázquez      | Enrique                | 28-05-1961 | Palacio de Bellas Artes             | Città del Messico |
|      | 12  | Amelia al ballo                      | Menotti      | Lover                  | 28-06-1961 | Palacio de Bellas Artes             | Città del Messico |
|      | 13  | Fedora                               | Giordano     | Désire, Baron Rouvel   | 02-07-1961 | Palacio de Bellas Artes             | Città del Messico |
|      | 14  | Boris Godunov                        | Mussorgsky   | Simpleton, Shuisky     | 08-08-1961 | Palacio de Bellas Artes             | Città del Messico |
|      | 15  | Andrea Chénier                       | Giordano     | Abbé, Incredibile      | 15-08-1961 | Palacio de Bellas Artes             | Città del Messico |
|      | 16  | Tosca                                | Puccini      | Spoletta               | 21-08-1961 | Palacio de Bellas Artes             | Città del Messico |
|      | 17  | Madama Butterfly                     | Puccini      | Goro                   | 15-09-1961 | Palacio de Bellas Artes             | Città del Messico |
|      | 18  | Tosca                                | Puccini      | Cavaradossi            | 30-09-1961 | Palacio de Bellas Artes             | Città del Messico |
| 1962 | 19  | La bohème                            | Puccini      | Rodolfo                | 04-03-1962 | Palacio de Bellas Artes             | Città del Messico |
|      | 20  | Così fan tutte                       | Mozart       | Ferrando               | 10-05-1962 | Palacio de Bellas Artes             | Città del Messico |
|      | 21  | Adriana Lecouvreur                   | Cilea        | Maurizio               | 17-05-1962 | Palacio de Bellas Artes             | Città del Messico |
|      | 22  | Trittico Francescano                 | Refice       |                        | 01-10-1962 | Teatro Degollado                    | Guadalajara       |
|      | 23  | Madama Butterfly                     | Puccini      | Pinkerton              | 07-10-1962 | Teatro Isauro Martínez              | Torreón           |
|      | 24  | Lucia di Lammermoor                  | Donizetti    | Edgardo                | 26-11-1962 | Forth Worth Opera                   | Fort Worth        |
| 1963 | 25  | Carmen                               | Bizet        | Don José               | 25-06-1963 | Israeli Opera House                 | Tel Aviv          |
|      | 26  | Don Giovanni                         | Mozart       | Don Ottavio            | 21-09-1963 | Israeli Opera House                 | Tel Aviv          |
|      | 27  | Faust                                | Gounod       | Faust                  | 03-12-1963 | Israeli Opera House                 | Tel Aviv          |
| 1964 | 28  | Les pêcheurs de perles               | Bizet        | Nadir                  | 21-01-1964 | Israeli Opera House                 | Tel Aviv          |
|      | 29  | Eugene Onegin                        | Čajkovskij   | Lenski                 | 05-09-1964 | Israeli Opera House                 | Tel Aviv          |
| 1965 | 30  | Cavalleria rusticana                 | Mascagni     | Turiddu                | 21-01-1965 | Israeli Opera House                 | Tel Aviv          |
|      | 31  | Samson et Dalila                     | Saint-Saëns  | Samson                 | 30-07-1965 | Chautauqua Opera                    | Chautauqua        |
|      | 32  | Les contes d'Hoffmann                | Offenbach    | Hoffmann               | 07-09-1965 | Palacio de Bellas Artes             | Città del Messico |
| 1966 | 33  | La Mulata de Córdoba                 | Mancayo      | Sandi, Moreno, Moncayo | 01-01-1966 | Gran Teatre del Liceu               | Barcellona        |
|      | 34  | Don Rodrigo                          | Ginastera    | Don Rodrigo            | 22-02-1966 | New York City Opera                 | New York          |
|      | 35  | Andrea Chénier                       | Giordano     | Andrea Chénier         | 03-03-1966 | New Orleans Opera                   | New Orleans       |
|      | 36  | Hippolyte et Aricie                  | Rameau       | Hippolyte              | 06-04-1966 | Boston Opera House                  | Boston            |
|      | 37  | Pagliacci                            | Leoncavallo  | Canio                  | 09-08-1966 | Metropolitan Opera                  | New York          |
|      | 38  | Il barbiere di Siviglia              | Rossini      | Almaviva               | 16-09-1966 | Teatro Degollado                    | Guadalajara       |
|      | 39  | Anna Bolena                          | Donizetti    | Lord Percy             | 15-11-1966 | Metropolitan Opera                  | New York          |
| 1967 | 40  | Il tabarro                           | Puccini      | Luigi                  | 08-03-1967 | Metropolitan Opera                  | New York          |
|      | 41  | Aida                                 | Verdi        | Radames                | 11-05-1967 | Hamburg State Opera                 | Amburgo           |
|      | 42  | Don Carlos                           | Verdi        | Don Carlo              | 19-05-1967 | Vienna State Opera                  | Vienna            |
|      | 43  | Un ballo in maschera                 | Verdi        | Riccardo               | 31-05-1967 | Staatsoper Unter den Linden         | Berlino           |
| 1968 | 44  | Lohengrin                            | Wagner       | Lohengrin              | 14-01-1968 | Hamburg State Opera                 | Amburgo           |
|      | 45  | Manon Lescaut                        | Puccini      | Des Grieux             | 15-02-1968 | Connecticut Opera                   | Hartford          |
|      | 46  | Il trovatore                         | Verdi        | Manrico                | 14-03-1968 | New Orleans Opera                   | New Orleans       |
| 1969 | 47  | Rigoletto                            | Verdi        | Il Duca                | 02-01-1969 | Hamburg State Opera                 | Amburgo           |
|      | 48  | La forza del destino                 | Verdi        | Don Alvaro             | 18-01-1969 | Hamburg State Opera                 | Amburgo           |
|      | 49  | Manon                                | Massenet     | Des Grieux             | 20-02-1969 | Metropolitan Opera                  | New York          |
|      | 50  | Turandot                             | Puccini      | Calaf                  | 16-07-1969 | Arena di Verona                     | Verona            |
|      | 51  | Ernani                               | Verdi        | Ernani                 | 07-12-1969 | Teatro alla Scala                   | Milano            |
| 1970 | 52  | Oberon                               | Weber        | Hüon                   | 03-1970    | Bayerischer Rundfunk studio         | Studio            |
|      | 53  | La Gioconda                          | Ponchielli   | Enzo                   | 14-05-1970 | Teatro Real                         | Madrid            |
|      | 54  | Roberto Devereux                     | Donizetti    | Devereux               | 15-10-1970 | New York City Opera                 | New York          |
| 1971 | 55  | Der Rosenkavalier                    | R. Strauss   | Italian singer         | 03-1971    |                                     | Studio            |
|      | 56  | I Lombardi alla prima crociata       | Verdi        | Oronte                 | 07-1971    | Royal Philharmonic, Londra          | Studio            |
|      | 57  | Luisa Miller                         | Verdi        | Rodolfo                | 04-11-1971 | Metropolitan Opera                  | New York          |
| 1972 | 58  | Giovanna d'Arco                      | Verdi        | Carlo VII              | 08-1972    |                                     | Studio            |
|      | 59  | Los Claveles                         | Serrano      | Fernando               | 1972       |                                     | Studio            |
|      | 60  | La dolorosa                          | Serrano      | Rafael                 | 1972       |                                     | Studio            |
| 1973 | 61  | Francesca da Rimini                  | Zandonai     | Paolo                  | 22-03-1973 | Metropolitan Opera                  | New York          |
|      | 62  | L'Africaine                          | Meyerbeer    | Vasco da Gama          | 03-11-1973 | War Memorial Opera House            | San Francisco     |
| 1974 | 63  | I Vespri Siciliani                   | Verdi        | Arrigo                 | 09-04-1974 | Palais Garnier                      | Parigi            |
|      | 64  | Mefistofele                          | Boito        | Faust                  | 07-1974    |                                     | Studio            |
|      | 65  | Roméo et Juliette                    | Gounod       | Roméo                  | 28-09-1974 | Metropolitan Opera                  | New York          |
|      | 66  | La fanciulla del West                | Puccini      | Dick Johnson           | 26-11-1974 | Teatro Regio di Torino              | Torino            |
| 1975 | 67  | La Navarraise                        | Massenet     | Araquil                | 1975       |                                     | Studio            |
|      | 68  | Otello                               | Verdi        | Otello                 | 28-09-1975 | Hamburg State Opera                 | Amburgo           |
| 1976 | 69  | Gianni Schicchi                      | Puccini      | Rinuccio               | 1976       |                                     | Studio            |
|      | 70  | Louise                               | Charpentier  | Julien                 | 1976       |                                     | Studio            |
|      | 71  | Macbeth                              | Verdi        | Macduff                | 1976       |                                     | Studio            |
|      | 72  | Die Meistersinger von Nürnberg       | Wagner       | Walther von Stolzing   | 03-1976    |                                     | Studio            |
|      | 73  | Le Cid                               | Massenet     | Don Rodrigue           | 08-03-1976 | Metropolitan Opera                  | New York          |
|      | 74  | L'amore dei tre re                   | Montemezzi   | Avito                  | 07-1976    |                                     | Studio            |
| 1977 | 75  | L'elisir d'amore                     | Donizetti    | Nemorino               | 1977       |                                     | Studio            |
|      | 76  | Fedora                               | Giordano     | Loris                  | 15-02-1977 | Gran Teatre del Liceu               | Barcellona        |
|      | 77  | Werther                              | Massenet     | Werther                | 18-12-1977 | Bavarian State Opera                | Monaco di Baviera |
| 1978 | 78  | La damnation de Faust                | Berlioz      | Faust                  | 01-1978    |                                     | Studio            |
| 1979 | 79  | Le Villi                             | Puccini      | Roberto                | 06-1979    |                                     | Studio            |
|      | 80  | Requiem                              | Berlioz      | Tenor part             | 06-1979    |                                     | Studio            |
|      | 81  | Béatrice et Bénédict                 | Berlioz      | Bénédict               | 07-1979    |                                     | Studio            |
|      | 82  | Il giuramento                        | Mercadante   | Viscardo               | 09-09-1979 | Vienna State Opera                  | Vienna            |
| 1980 | 83  | El Poeta                             | Torroba      | José de Espronceda     | 19-07-1980 | Teatro de la Zarzuela               | Madrid            |
| 1981 | 84  | Norma                                | Bellini      | Pollione               | 21-09-1981 | Metropolitan Opera                  | New York          |
| 1982 | 85  | La rondine                           | Puccini      | Ruggero                | 1982       |                                     | Studio            |
|      | 86  | Nabucco                              | Verdi        | Ismaele                | 05-1982    |                                     | Studio            |
|      | 87  | Les Troyens                          | Berlioz      | Enée                   | 26-09-1983 | Metropolitan Opera                  | New York          |
| 1986 | 88  | Die Fledermaus                       | J. Strauss   | Alfred                 | 04-1986    |                                     | Studio            |
|      | 89  | Goya                                 | Menotti      | Goya                   | 15-11-1986 | Washington National Opera           | Washington        |
| 1988 | 90  | Iris                                 | Mascagni     | Osaka                  | 1988       |                                     | Studio            |
|      | 91  | Tannhäuser                           | Wagner       | Tannhäuser             | 04-1988    |                                     | Studio            |
| 1989 | 92  | Die Frau ohne Schatten               | R. Strauss   | Der Kaiser             | 03-1989    |                                     | Studio            |
| 1990 | 93  | Man of La Mancha                     | Leigh        | Don Quixote            | 06-1990    |                                     | Studio            |
| 1991 | 94  | L'olandese volante                   | Wagner       | Erik                   | 02-1991    |                                     | Studio            |
|      | 95  | Parsifal                             | Wagner       | Parsifal               | 14-03-1991 | Metropolitan Opera                  | New York          |
| 1992 | 96  | Il barbiere di Siviglia              | Rossini      | Figaro                 | 02-1992    |                                     | Studio            |
|      | 97  | El Gato Montés                       | Penella      | Rafaele Ruiz           | 07-08-1992 | Seville Opera                       | Siviglia          |
|      | 98  | Die Walküre                          | Wagner       | Siegmund               | 19-12-1992 | Vienna State Opera                  | Vienna            |
| 1993 | 99  | Stiffelio                            | Verdi        | Stiffelio              | 21-10-1993 | Metropolitan Opera                  | New York          |
| 1994 | 100 | Doña Francisquita                    | Vives        | Fernando               | 02-1994    |                                     | Studio            |
|      | 101 | La Verbena de la Paloma              | Bretón       | Julian                 | 04-1994    |                                     | Studio            |
|      | 102 | Il Guarany                           | Gomes        | Pery                   | 05-06-1994 | Bonn Opera House                    | Bonn              |
|      | 103 | Idomeneo                             | Mozart       | Idomeneo               | 01-10-1994 | Metropolitan Opera                  | New York          |
|      | 104 | Hérodiade                            | Massenet     | Jean                   | 08-11-1994 | War Memorial Opera House            | San Francisco     |
|      | 105 | Luisa Fernanda                       | Torroba      | Javier                 | 1995       |                                     | Studio            |
|      | 106 | Simon Boccanegra (versione del 1881) | Verdi        | Adorno                 | 19-01-199  | Metropolitan Opera                  | New York          |
| 1996 | 107 | La Tabernera del Puerto              | Sorozábal    | Leandro                | 1996       |                                     | Studio            |
| 1997 | 108 | Simon Boccanegra (versione del 1857) | Verdi        | Adorno                 | 28-06-1997 | Royal Opera House                   | Londra            |
|      | 109 | Divinas Palabras                     | Abril        | Lucero                 | 18-10-1997 | Teatro Real                         | Madrid            |
| 1998 | 110 | Le prophète                          | Meyerbeer    | Jean van der Leyden    | 21-05-1998 | Vienna State Opera                  | Vienna            |
|      | 111 | Faust-Symphonie                      | Liszt        | Tenor part             | 06-1998    |                                     | Studio            |
|      | 112 | La Dolores                           | Bretón       | Lázaro                 | 07-1998    |                                     | Studio            |
| 1999 | 113 | Das Lied von der Erde                | Mahler       | Tenor part             | 02-1999    |                                     | Studio            |
|      | 114 | Misa Tango                           | Bacalov      | Tenor part             | 02-1999    |                                     | Studio            |
|      | 115 | La dama di picche                    | Čajkovskij   | Hermann                | 18-03-1999 | Metropolitan Opera                  | New York          |
|      | 116 | Fidelio                              | Beethoven    | Florestan              | 06-1999    |                                     | Studio            |
|      | 117 | Merlin                               | Albéniz      | King Arthur            | 07-1999    | Orquesta Nacional de España, Madrid | Studio            |
|      | 118 | Margarita la tornera                 | Chapí        | Don Juan de Alarcón    | 11-12-1999 | Teatro Real                         | Madrid            |
| 2000 | 119 | La Gran Via                          | Chueca       | Caballero de Gracía    | 01-2000    |                                     | Studio            |
|      | 120 | La vedova allegra                    | Lehár        | Danilo                 | 17-02-2000 | Metropolitan Opera                  | New York          |
|      | 121 | La battaglia di Legnano              | Verdi        | Arrigo                 | 30-06-2000 | Royal Opera House                   | Londra            |
| 2001 | 122 | La Revoltosa                         | Chapí        | Felipe                 | 01-2001    |                                     | Studio            |
| 2002 | 123 | Sly                                  | Wolf-Ferrari | Christopher Sly        | 01-04-2002 | Metropolitan Opera                  | New York          |
| 2003 | 124 | Luisa Fernanda                       | Torroba      | Vidal Hernando         | 18-06-2003 | Teatro alla Scala                   | Milano            |
|      | 125 | Nicholas and Alexandra               | Drattell     | Rasputin               | 14-09-2003 | Los Angeles Opera                   | Los Angeles       |
| 2004 | 126 | Tristan und Isolde                   | Wagner       | Tristan                | 12-2004    | EMI Abbey Road Studio 1, Londra     | Studio            |
| 2005 | 127 | Cyrano de Bergerac                   | Alfano       | Cyrano                 | 13-05-2005 | Metropolitan Opera                  | New York          |
| 2006 | 128 | The First Emperor                    | Tan          | Emperor Qin            | 21-12-2006 | Metropolitan Opera                  | New York          |
|      | 129 | Edgar                                | Puccini      | Edgar                  | 05-2006    |                                     | Studio            |
| 2007 | 130 | Iphigénie en Tauride                 | Gluck        | Oreste                 | 27-11-2007 | Metropolitan Opera                  | New York          |
| 2008 | 131 | Tamerlano                            | Handel       | Bajazet                | 26-03-2008 | Teatro Real                         | Madrid            |
| 2009 | 132 | Simon Boccanegra                     | Verdi        | Simon Boccanegra       | 24-10-2009 | Staatsoper Unter den Linden         | Berlino           |
| 2010 | 133 | Rigoletto                            | Verdi        | Rigoletto              | 04-09-2010 | Vari                                | Mantova           |
|      | 134 | Il postino                           | Catan        | Pablo Neruda           | 23-09-2010 | Los Angeles Opera                   | Los Angeles       |
|      | 135 | I Medici                             | Leoncavallo  | Giuliano de' Medici    |            |                                     | Studio            |
| 2012 | 136 | Thais                                | Massenet     | Athanael               | 25-03-2012 | Palau de les Arts Reina Sofia       | Valencia          |
|      | 137 | I due Foscari                        | Verdi        | Francesco Foscari      | 15-09-2012 | Los Angeles Opera                   | Los Angeles       |
| 2013 | 138 | La traviata                          | Verdi        | Giorgio Germont        | 14-03-2013 | Metropiltan Opera                   | New York          |
|      | 139 | Nabucco                              | Verdi        | Nabucco                | 04-2013    | Royal Opera House                   | Londra            |
|      | 140 | Giovanna d'Arco                      | Verdi        | Giacomo                | 05-08-2013 | Festival di Salisburgo              | Salisburgo        |
|      | 141 | Il trovatore                         | Verdi        | Conte di Luna          | 11-2013    | Staatsoper Berlino                  | Berlino           |
| 2015 | 142 | Macbeth                              | Verdi        | Macbeth                | 02-2015    | Staatsoper Berlin                   | Berlino           |
|      | 143 | Ernani                               | Verdi        | Don Carlo              | 20-03-2015 | Metropolitan Opera                  | New York          |
|      | 144 | Gianni Schicchi                      | Puccini      | Gianni Schicchi        | 12-09-2015 | Los Angeles Opera                   | Los Angeles       |
| 2017 | 145 | Don Carlo                            | Verdi        | Rodrigo di Posa        | 11-06-2017 | Wiener Staatsoper                   | Vienna            |

## Cinema e televisione
Sin dagli anni giovanili l'artista ha alternato alla carriera teatrale e musicale, frequenti incursioni nel modo del cinema e della televisione, sia nelle vesti di attore che in altri ruoli.
Dopo alcune apparizioni televisive in Messico, partecipa a diversi film-opera di grande successo, inclusa Madama Butterfly (1975) del regista Jean-Pierre Ponnelle (con la direzione musicale di Herbert Von Karajan) e la celebre Tosca (1976) di Gianfranco De Bosio (direttore Bruno Bartoletti). Per le sue spiccate doti recitative e la forte presenza scenica, è stato inoltre spesso protagonista di performance teatrali live destinate ad essere filmate e trasmesse in tv o diffuse i DVD (si contano 4 diverse versioni di Tosca, 6 di Otello, 4 di Carmen, oltre a numerosi altri lavori). Negli anni ottanta è protagonista di alcune tra le più celebri e fortunate trasposizioni cinematografiche di opere liriche, Cavalleria Rusticana, La Traviata, Otello, tutte e tre dirette da Franco Zeffirelli (direzione musicale rispettivamente di Georges Prêtre, James Levine e Lorin Maazel), e inoltre Carmen di Francesco Rosi (direzione di Lorin Maazel).
Nel 1984, per la tv messicana, partecipa a uno speciale della storica serie televisiva per ragazzi di Francisco Gabilondo Soler Cri-Cri: El Grillito Cantor. Negli anni successivi lavora in diverse produzioni televisive negli Stati Uniti, apparendo come guest star a serial quali I Robinson e The Muppet Show e, in anni più recenti, a I Simpson, e partecipando a numerosi show televisivi (frequente ospite al The Merv Griffin Show e al Tonight Show, protagonista degli special Burnett Discovers Domingo, del 1984, al fianco di Carol Burnett, e The Sound of Christmas, girato a Salisburgo assieme a Julie Andrews e John Denver e premiato con l'Emmy Award).
Nel 1989 canta Il trovatore con Leontyne Price nella colonna sonora di Dr. Jekyll e Mr. Hyde: sull'orlo della follia.
Da ricordare, nel 1992, l'interpretazione di Cavaradossi nella Tosca nelle ore e nei luoghi di Tosca, girata a Roma "in tempo reale" e nei veri luoghi dove l'opera è ambientata: la Chiesa di Sant'Andrea della Valle, Palazzo Farnese e Castel Sant'Angelo.
Lo spettacolo, con la regia di Giuseppe Patroni Griffi, vede impegnati anche Catherine Malfitano (Tosca), Ruggero Raimondi (Scarpia), Giacomo Prestia (Angelotti), Giorgio Gatti (Sacrestano). L'Orchestra Sinfonica di Roma della RAI era diretta da Zubin Mehta.
L'evento trasmesso da Rai 1, premiato con 3 Emmy Awards, ha avuto oltre un miliardo di spettatori nelle televisioni di 107 paesi nei 5 continenti.
Ancora nel 1992 canta Te quiero morena di José Serrano e Himno a la alegría con Giacomo Aragall, Teresa Berganza, Montserrat Caballé e Carreras nella cerimonia d'apertura dei Giochi della XXV Olimpiade.
Al cinema, dopo un cameo in Moulin Rouge!, è tra gli interpreti del film Beverly Hills Chihuahua.
Figura inoltre tra i produttori della pellicola La otra conquista di Salvador Carrasco alla quale contribuì con il canto di un'aria, la Mater Aterna, con musica di Zyman e parole di Carrasco.
Nel 1994 dirige Libiamo ne' lieti calici con Agnes Baltsa, Carreras e la London Symphony Orchestra nella colonna sonora di Only You - Amore a prima vista e canta In pace nella colonna sonora del film del 1996 Hamlet.

## Filmografia parziale

### Cinema
- Madama Butterfly (B.F. Pinkerton), regia di Jean-Pierre Ponnelle. (1975)
- Tosca (Mario Cavaradossi), regia di Gianfranco De Bosio. (1976)
- Cavalleria rusticana, regia di Franco Zeffirelli (1982)
- Pagliacci, regia di Franco Zeffirelli (1982)
- La Traviata (Alfredo Germont), regia di Franco Zeffirelli. (1983) - Grammy Award for Best Opera Recording 1984
- Carmen (Don José) con Julia Migenes-Johnson Regia di Francesco Rosi. (1984) - Grammy Award for Best Opera Recording 1985 e disco di platino in Francia
- Otello (Otello), regia di Franco Zeffirelli. (1986)
- Tosca (Mario Cavaradossi), dirige Zubin Mehta, regia di Brian Large. (1992)
- Beverly Hills Chihuahua (Voce di Monte) (2008)

### Televisione
- I Robinson - serie TV
- Rigoletto a Mantova (Rigoletto), regia di Marco Bellocchio – film TV (2010)
- Mozart in the Jungle– serie TV (2016) (Comparsa)

## Discografia parziale

### Opere
| Anno | Titolo Ruolo                            | Cast                                                        | Direttore             | Etichetta/Note                                                                 |
| ---- | --------------------------------------- | ----------------------------------------------------------- | --------------------- | ------------------------------------------------------------------------------ |
| 1968 | Oberon Huon                             | Birgit Nilsson, Hermann Prey, Donald Grobe                  | Rafael Kubelík        | Deutsche Grammophon                                                            |
| 1969 | Il trovatore Manrico                    | Leontyne Price, Sherrill Milnes, Fiorenza Cossotto          | Zubin Mehta           | RCA                                                                            |
| 1970 | Aida Radames                            | Leontyne Price, Grace Bumbry, Sherrill Milnes               | Erich Leinsdorf       | RCA/London Symphony Orchestra e Grammy Award for Best Opera Recording 1972     |
|      | Don Carlo                               | Montserrat Caballé, Shirley Verrett, Ruggero Raimondi       | Carlo Maria Giulini   | EMI                                                                            |
| 1971 | Les Contes d'Hoffmann Hoffmann          | Joan Sutherland, Gabriel Bacquier, Huguette Tourangeau      | Richard Bonynge       | Decca/Grand Prix du Disque                                                     |
|      | I Lombardi alla prima crociata Oronte   | Cristina Deutekom, Ruggero Raimondi                         | Lamberto Gardelli     | Philips                                                                        |
|      | Manon Lescaut Renato Des Grieux         | Montserrat Caballé, Vicente Sardinero                       | Bruno Bartoletti      | EMI                                                                            |
|      | Pagliacci Canio                         | Montserrat Caballé, Sherrill Milnes                         | Nello Santi           | RCA                                                                            |
|      | Der Rosenkavalier Cantante italiano     | Christa Ludwig, Gwyneth Jones, Lucia Popp                   | Leonard Bernstein     | CBS                                                                            |
|      | Il tabarro Luigi                        | Sherrill Milnes, Leontyne Price                             | Erich Leinsdorf       | RCA                                                                            |
| 1972 | Giovanna d'Arco Carlo VII               | Montserrat Caballé, Sherrill Milnes                         | James Levine          | EMI                                                                            |
| 1973 | La bohème Rodolfo                       | Montserrat Caballé, Sherrill Milnes, Ruggero Raimondi       | Georg Solti           | RCA/London Philharmonic Orchestra e Grammy Award for Best Opera Recording 1975 |
|      | Mefistofele Faust                       | Norman Treigle, Montserrat Caballé                          | Julius Rudel          | EMI                                                                            |
|      | Norma Pollione                          | Montserrat Caballé, Fiorenza Cossotto, Ruggero Raimondi     | Carlo Felice Cillario | RCA                                                                            |
|      | Simon Boccanegra Gabriele Adorono       | Piero Cappuccilli, Katia Ricciarelli, Ruggero Raimondi      | Gianandrea Gavazzeni  | RCA                                                                            |
|      | Tosca Mario Cavaradossi                 | Leontyne Price, Sherrill Milnes                             | Zubin Mehta           | RCA                                                                            |
|      | I vespri siciliani Arrigo               | Martina Arroyo, Sherrill Milnes, Ruggero Raimondi           | James Levine          | RCA                                                                            |
| 1974 | Aida Radames                            | Montserrat Caballé, Fiorenza Cossotto, Piero Cappuccilli    | Riccardo Muti         | EMI                                                                            |
|      | La Navarraise Araquil                   | Marilyn Horne, Sherrill Milnes, Nicola Zaccaria             | Henry Lewis           | RCA                                                                            |
| 1975 | Un ballo in maschera Riccardo           | Martina Arroyo, Piero Cappuccilli, Reri Grist               | Riccardo Muti         | EMI                                                                            |
|      | Carmen Don José                         | Tatiana Troyanos, Kiri Te Kanawa, José van Dam              | Georg Solti           | Decca/Grand Prix du Disque                                                     |
| 1976 | L'amore dei tre re Avito                | Anna Moffo, Cesare Siepi, Pablo Elvira                      | Nello Santi           | RCA                                                                            |
|      | Andrea Chénier                          | Renata Scotto, Sherrill Milnes                              | James Levine          | RCA                                                                            |
|      | L'elisir d'amore Nemorino               | Ileana Cotrubaș, Ingvar Wixell, Geraint Evans               | John Pritchard        | CBS                                                                            |
|      | La forza del destino Don Alvaro         | Leontyne Price, Sherrill Milnes, Bonaldo Giaiotti           | James Levine          | RCA                                                                            |
|      | Louise Julien                           | Ileana Cotrubas, Jane Berbié, Gabriel Bacquier              | Georges Prêtre        | Sony                                                                           |
|      | Macbeth Macduff                         | Piero Cappuccilli, Shirley Verrett, Nicolaj Ghiaurov        | Claudio Abbado        | Deutsche Grammophon                                                            |
|      | Die Meistersinger von Nürnberg Walther  | Dietrich Fischer-Dieskau, Catarina Ligenzda, Christa Ludwig | Eugen Jochum          | Deutsche Grammophon                                                            |
|      | La traviata Alfredo Germont             | Ileana Cotrubas, Sherrill Milnes                            | Carlos Kleiber        | Deutsche Grammophon                                                            |
|      | Gianni Schicchi Rinuccio                | Tito Gobbi, Ileana Cotrubas                                 | Lorin Maazel          | CBS                                                                            |
| 1977 | Adriana Lecouvreur Maurizio di Sassonia | Renata Scotto, Sherrill Milnes, Elena Obrazcova             | James Levine          | CBS                                                                            |
|      | Carmen Don José                         | Teresa Berganza, Ileana Cotrubas, Sherrill Milnes           | Claudio Abbado        | Deutsche Grammophon                                                            |
|      | Il tabarro Luigi                        | Ingvar Wixell, Renata Scotto                                | Lorin Maazel          | CBS                                                                            |
|      | Madama Butterfly F. B. Pinkerton        | Renata Scotto, Sherrill Milnes, Gillian Knight              | Lorin Maazel          | CBS                                                                            |
| 1978 | Cavalleria rusticana Turiddu            | Renata Scotto, Pablo Elvira                                 | James Levine          | RCA                                                                            |
|      | La damnation de Faust Faust             | Dietrich Fischer-Dieskau, Yvonne Minton                     | Daniel Barenboim      | Deutsche Grammophon                                                            |
|      | La fanciulla del West Dick Johnson      | Carol Neblett, Sherrill Milnes                              | Zubin Mehta           | Deutsche Grammophon                                                            |
|      | Faust                                   | Mirella Freni, Nicolaj Ghiaurov, Thomas Allen               | Georges Prêtre        | EMI                                                                            |
|      | Otello                                  | Renata Scotto, Sherrill Milnes                              | James Levine          | RCA                                                                            |
|      | Samson et Dalila Samson                 | Elena Obrazcova, Renato Bruson                              | Daniel Barenboim      | Deutsche Grammophon                                                            |
| 1979 | Luisa Miller Rodolfo                    | Katia Ricciarelli, Renato Bruson, Elena Obrazcova           | Lorin Maazel          | Deutsche Grammophon                                                            |
|      | Rigoletto Duca di Mantova               | Piero Cappuccilli, Ilena Cotrubas                           | Carlo Maria Giulini   | Deutsche Grammophon                                                            |
|      | Le Villi Roberto                        | Renata Scotto, Leo Nucci, Tito Gobbi                        | Lorin Maazel          | CBS                                                                            |
|      | Werther                                 | Elena Obrazcova, Arleen Auger                               | Riccardo Chailly      | Deutsche Grammophon                                                            |
|      | Un ballo in maschera Riccardo           | Katia Ricciarelli, Renato Bruson, Edita Gruberová           | Claudio Abbado        | Deutsche Grammophon                                                            |
|      | Béatrice et Bénédict Bénédict           | Yvonne Minton, Ileana Cotrubas, Dietrich Fischer-Dieskau    | Daniel Barenboim      | Deutsche Grammophon                                                            |
| 1980 | Tosca Mario Cavaradossi                 | Renata Scotto, Renato Bruson                                | James Levine          | EMI                                                                            |
| 1981 | Aida Radames                            | Katia Ricciarelli, Elena Obrazcova, Leo Nucci               | Claudio Abbado        | Deutsche Grammophon                                                            |
|      | La rondine Ruggero Lastouc              | Kiri Te Kanawa, Leo Nucci, Mariana Nicolesco                | Lorin Maazel          | CBS                                                                            |
|      | Turandot Calaf                          | Katia Ricciarelli, Barbara Hendricks, Ruggero Raimondi      | Herbert von Karajan   | Deutsche Grammophon                                                            |
| 1982 | Nabucco Ismaele                         | Piero Cappuccilli, Ghena Dimitrova, Lucia Valentini Terrani | Giuseppe Sinopoli     | Deutsche Grammophon                                                            |
| 1983 | Manon Lescaut Renato des Grieux         | Mirella Freni, Renato Bruson                                | Giuseppe Sinopoli     | Deutsche Grammophon/Grand Prix du Disque                                       |
|      | Il trovatore Manrico                    | Rosalind Plowright, Giorgio Zancanaro, Brigitte Fassbaender | Carlo Maria Giulini   | Deutsche Grammophon                                                            |
|      | Don Carlo                               | Katia Ricciarelli, Ruggero Raimondi, Leo Nucci              | Claudio Abbado        | Deutsche Grammophon                                                            |
| 1985 | Otello                                  | Katia Ricciarelli, Justino Díaz                             | Lorin Maazel          | EMI                                                                            |
|      | Lohengrin                               | Jessye Norman, Eva Randová, Siegmund Nimsgern               | Georg Solti           | Decca/Wiener Philharmoniker - Grammy Award for Best Opera Recording 1989       |
| 1986 | Les Contes d'Hoffmann Hoffmann          | Edita Gruberova, Gabriel Bacquier, Justino Díaz             | Seiji Ozawa           | Deutsche Grammophon                                                            |
|      | La forza del destino Don Alvaro         | Mirella Freni, Giorgio Zancanaro, Paul Plishka              | Riccardo Muti         | EMI                                                                            |
|      | Die Fledermaus Alfred                   | Lucia Popp, Agnes Baltsa, Eva Lind                          | Placido Domingo       | EMI                                                                            |
| 1988 | Iris Osaka                              | Ilona Tokody, Juan Pons, Bonaldo Giaiotti                   | Giuseppe Patanè       | CBS                                                                            |
|      | Mefistofele Faust                       | Samuel Ramey, Éva Marton                                    | Giuseppe Patanè       | Sony                                                                           |
|      | Tannhäuser                              | Cheryl Studer, Agnes Baltsa, Matti Salminen                 | Giuseppe Sinopoli     | Deutsche Grammophon                                                            |
| 1989 | Un ballo in maschera Riccardo           | Josephine Barstow, Leo Nucci, Sumi Jo                       | Herbert von Karajan   | Deutsche Grammophon                                                            |
|      | Cavalleria rusticana Turiddu            | Agnes Baltsa, Juan Pons                                     | Giuseppe Sinopoli     | Deutsche Grammophon                                                            |
|      | Die Frau ohne Schatten Der Kaiser       | Julia Varady, Hildegard Behrens, José van Dam               | Georg Solti           | Decca/Wiener Philharmoniker - Grammy Award for Best Opera Recording 1993       |
| 1990 | Aida Radames                            | Aprile Millo, Dolora Zajick, Samuel Ramey                   | James Levine          | Sony                                                                           |
|      | Lucia di Lammermoor Edgardo Ravenswood  | Cheryl Studer, Juan Pons, Samuel Ramey                      | Ion Marin             | Deutsche Grammophon                                                            |
|      | Tosca Mario Cavaradossi                 | Mirella Freni, Samuel Ramey                                 | Giuseppe Sinopoli     | Deutsche Grammophon                                                            |
| 1991 | Der fliegende Holländer Erik            | Bernd Weikl, Cheryl Studer, Hans Sotin                      | Giuseppe Sinopoli     | Deutsche Grammophon                                                            |
|      | Luisa Miller Rodolfo                    | Aprile Millo, Vladimir Černov, Florence Quivar              | James Levine          | Sony                                                                           |
|      | Samson et Dalila Samson                 | Waltraud Meier, Alain Fondary                               | Chung Myung-whun      | EMI                                                                            |
|      | Il trovatore Manrico                    | Aprile Millo, Vladimir Černov, Dolora Zajick                | James Levine          | Sony                                                                           |
|      | Parsifal                                | Jessye Norman, James Morris, Kurt Moll                      | James Levine          | Deutsche Grammophon                                                            |
| 1992 | Il barbiere di Siviglia Figaro          | Kathleen Battle, Frank Lopardo, Lucio Gallo                 | Claudio Abbado        | Deutsche Grammophon                                                            |
| 1993 | Otello                                  | Cheryl Studer, Sergej Leiferkus                             | Myung-Whun Chung      | Deutsche Grammophon                                                            |
| 1994 | Idomeneo, Re di Creta Idomeneo          | Cecilia Bartoli, Heidi Grant Murphy, Carol Vaness           | James Levine          | Deutsche Grammophon                                                            |
| 1995 | Roméo et Juliette Roméo                 | Ruth Ann Swenson, Kurt Ollmann, Susan Graham                | Leonard Slatkin       | RCA                                                                            |
| 1999 | Fidelio Florestan                       | Waltraud Meier, René Pape, Soile Isokoski                   | Daniel Barenboim      | Teldec                                                                         |
| 1999 | Merlin di Isaac Albéniz King Arthur     | Carlos Álvarez, Jane Henschel, Ana María Martínez           | José De Eusebio       | Decca/Latin Grammy Award 2001                                                  |
| 2001 | La Gioconda Enzo Grimaldo               | Violeta Urmana, Luciana D'Intino, Roberto Scandiuzzi        | Marcello Viotti       | EMI                                                                            |
| 2004 | Tristan und Isolde Trisan               | Nina Stemme, René Pape, Olaf Bär                            | Antonio Pappano       | EMI                                                                            |
| 2008 | Edgar                                   | Adriana Damato, Marianne Cornetti, Juan Pons                | Alberto Veronesi      | Deutsche Grammophon                                                            |

### Recital
- Recital Of Italian Operatic Arias, con Deutsche Oper Berlin e Nello Santi, 1968 London - Grand Prix du Disque
- Christmas with Plácido Domingo, con i Wiener Symphoniker, 1981 CBS - disco d'oro in Canada
- Lloyd Webber, Requiem - Plácido Domingo/Sarah Brightman/Paul Miles-Kingston/Choir of Winchester Cathedral/Martin Neary/James Lancelot/English Chamber Orchestra/Lorin Maazel, 1985 The Really Useful Group
- Be My Love: An Album of Love, 1989 EMI - disco d'oro nel Regno Unito
- Pavarotti Carreras Domingo, Il meglio dei tre tenori - Le più belle arie e canzoni, 1990/1994/1998 Decca
- Conc. dei tre tenori, Cilea, Verdi, Puccini - Carreras/Domingo/Pavarotti, 1990 Decca - Grammy Award for Best Classical Vocal Solo 1991
- O sole mio, Arie e canzoni per tenore - Domingo/Wunderlich/Schreier, Deutsche Grammophon
- The 3 Tenors in Concert 1994
- Domingo & Milnes: Great Opera Duets - Plácido Domingo/Sherrill Milnes/Anton Guadagno/London Symphony Orchestra, 1970 Sony RCA
- Domingo sings Caruso - Plácido Domingo/Edward Downes/Royal Philharmonic Orchestra, 1971 Sony/RCA
- Domingo, La voce d'oro - Plácido Domingo/Nello Santi/New Philharmonia Orchestra, 1973 Sony
- Price & Domingo: Verdi & Puccini Duets - Leontyne Price/Plácido Domingo/London Symphony Orchestra/Nello Santi, 1975 Sony
- Scotto & Domingo: Romantic Opera Duets - Plácido Domingo/National Philharmonic Orchestra/Kurt Adler/Renata Scotto, 1978 Sony
- Domingo & Ricciarelli: Great Love Duets - Plácido Domingo/Gianandrea Gavazzeni/Orchestra of the National Academy of Santa Cecilia/Katia Ricciarelli, 1978 Sony
- Domingo - The Opera Collection - Plácido Domingo, 1980 Deutsche Grammophon
- Perhaps Love - Plácido Domingo With John Denver - 1981 SONY BMG
- Adoro - Plácido Domingo, 1982 SONY BMG
- Domingo: Always in My Heart - Siempre en mi corazón - Plácido Domingo/Royal Philharmonic Orchestra/Lee Holdridge/Alf Clausen, 1983 CBS/Sony - Grammy Award for Best Latin Pop Album 1985
- The Best of Domingo - Plácido Domingo, 1985 Deutsche Grammophon
- Save Your Nights for Me - Plácido Domingo, 1985 SONY BMG
- Domingo & Lorengar: Zarzuela Arias & Duets - Plácido Domingo/ORF-Symphonieorchester/Garcia Navarro/Pilar Lorengar, 1985 Sony/CBS
- Best of Plácido Domingo - 1986 EMI
- Wien, du Stadt meiner Träume: Domingo - Plácido Domingo, 1986 EMI
- Placido Domingo Collection, 1987 Stylus - disco d'oro nel Regno Unito
- Romanzas de Zarzuelas - Coro Titular Del Teatro Lírico Nacional 'La Zarzuela'/Plácido Domingo, 1988 EMI
- Live in Tokyo 1988 - Kathleen Battle/Plácido Domingo/Metropolitan Opera Orchestra/James Levine, Deutsche Grammophon
- Goya...A Life In Song, 1989 Sony
- Together: Itzhak Perlman and Placido Domingo - Itzhak Perlman/Jonathan Tunick/Plácido Domingo, 1991 EMI
- Die Schönste Stimme - Die Schönsten Lieder Der Welt, 1991 Mad Sounds/Polystar - sesta posizione e disco d'oro in Germania
- The Broadway I Love, con Carly Simon, Rebecca Luker e la London Symphony Orchestra, 1991 Atlantic/Warner - disco d'argento nel Regno Unito
- Domingo: Entre Dos Mundos - Plácido Domingo, 1992 SONY BMG
- The Domingo Songbook - Plácido Domingo, 1992 Sony
- Domingo Favourites - Carlo Maria Giulini/Chor der Deutschen Oper Berlin/Claudio Abbado/Giuseppe Sinopoli/Herbert von Karajan/Los Angeles Philharmonic/Orchester der Deutschen Oper Berlin/Orchestra del Teatro alla Scala di Milano/Philharmonia Orchestra/Plácido Domingo/Roger Wagner/Roger Wagner Chorale/Walter Hagen-Groll/Wiener Philharmoniker/Wiener Staatsopernchor, 1992 Deutsche Grammophon
- Barcelona Games con Montserrat Caballé, José Carreras, Giacomo Aragall, Teresa Berganza e Juan Pons, 1992 RCA/BMG
- The Best Of Domingo, Kiri Te Kanawa & Pavarotti, 1992 Reader's Digest - disco d'oro negli Stati Uniti ed in Australia
- Opera Duets - Agnes Baltsa/José Carreras/London Symphony Orchestra/Plácido Domingo, 1993 SONY BMG
- De Mi Alma Latina, 1994 Angel/EMI - disco d'oro in Messico
- Early Domingo - Plácido Domingo, 1997 BMG/RCA
- Domingo - Album Collection - Plácido Domingo, 1999 Sony
- Prelude to a Kiss - Domingo and Fleming - Chicago Symphony Orchestra/Daniel Barenboim/Plácido Domingo/Renée Fleming, 1999 Decca
- Domingo, Domingo 101 - 101 celebri arie da opere - Decca
- Portrait, Plácido Domingo - Bebu Silvetti/Chicago Symphony Orchestra/Coro di Roma della RAI/Daniel Barenboim/José Colangelo/Nello Santi/Orchester der Deutschen Oper Berlin/ Orchestre national de France/Plácido Domingo/Staatskapelle Berlin/Zubin Mehta, 2004 Warner
- Songs, Domingo - 2012 Sony
- 100 Best Placido Domingo - 1994 EMI
- Bretón, La Dolores - Domingo/Matos/Lanza/Beltrán/Ros Marbá/Orquestra Simfonica de Barcelona, 2000 Decca - Latin Grammy Award for Best Classical Album 2000
- A Celebration of Christmas, Carreras/Domingo/Natalie Cole, 1996 Elektra/Wea - 10ª posizione in Austria
- Truly Domingo - Plácido Domingo, 1996 Deutsche Grammophon
- Plácido Domingo Super Hits, 2000 Sony
- Opera Heroes: Placido Domingo - 2000 EMI
- The Very Best of Placido Domingo - Eugene Kohn/Munich Radio Orchestra/Plácido Domingo, 2003 EMI
- The Art of Plácido Domingo - 2004 Decca
- Domingo: Moments of Passion - Chor des Saarländischen Staatstheaters/James Levine/John Denver/London Philharmonic Orchestra/London Symphony Orchestra/Lorin Maazel/Luis Cobos/New Philharmonia Orchestra/Plácido Domingo/Royal Philharmonic Orchestra/RSO Saarbrücken, 2006 SONY BMG
- Domingo & Giulini - Opera Gala - Carlo Maria Giulini/Los Angeles Philharmonic/Plácido Domingo, 2007 Deutsche Grammophon
- Amore Infinito, Placido Domingo - 2008 Deutsche Grammophon
- Plácido Domingo - Be My Love - London Symphony Orchestra & Domingo, 1999 Deutsche Grammophon - 2ª posizione in Australia
- Christmas In Vienna, Diana Ross, José Carreras & Plácido Domingo - 1993 Sony - 2ª posizione in Austria, 4^ in Olanda e Norvegia e 7^ in Svizzera - Echo, disco di platino in Austria e disco d'oro in Cecoslovacchia
- Love Songs and Tangos, 1993 Karussell/Universal - disco d'oro in Germania
- Dionne Warwick - Placido Domingo – Christmas In Vienna II, 1994 Sony - 7ª posizione in Austria
- Plácido Domingo · Sissel Kyrkjebø · Charles Aznavour – Christmas In Vienna III - 1ª posizione in Norvegia
- Christmas in Vienna VI - Alejandro Fernández/Patricia Kaas/Plácido Domingo, 1999 Sony
- Plácido Domingo, Pasión Española, Deutsche Grammophon - 8ª posizione in Spagna - Latin Grammy Award for Best Classical Album 2008
- The Three Tenors - Paris 1998 - Levine/Carreras/Pavarotti/Orchestre de Paris/Plácido Domingo, Resorts Productions - 6ª posizione in Francia, 8^ in Austria e 10^ in Svizzera e Nuova Zelanda
- Por Amor, 1998 Atlantic/Warner - disco d'oro in Messico
- Plácido Domingo: Sacred Songs - Coro Sinfonico di Milano Giuseppe Verdi, Marcello Viotti, Domingo & Sissel, 2002 Deutsche Grammophon - 8ª posizione in Danimarca
- Plácido Domingo, 100 Años De Mariachi - 1999 EMI Latin - Grammy Award for Best Mexican/Mexican-American Album 2000 - disco d'oro in Messico
- Fire & Ice - Berliner Philharmoniker/Plácido Domingo/Sarah Chang, 2001 EMI
- The Classical Guide to Domingo - Chicago Symphony Chorus/Chicago Symphony Orchestra/Chorus of the Royal Opera House/Coro di Roma della RAI/Daniel Barenboim/Georges Prêtre/Giuseppe Sinopoli/Julius Rudel/Lorin Maazel/Nello Santi/Orchester der Deutschen Oper Berlin/Orchestra Sinfonica, Orchestra of La Scala Milan/Orchestra of the Royal Opera House, Covent Garden/Orchestre national de France/Plácido Domingo/Riccardo Muti/Richard Armstrong/Staatskapelle Berlin/English Chamber Orchestra/Zubin Mehta, 2004 Warner
- Italia ti amo - Plácido Domingo, 2006 Deutsche Grammophon
- Pasion Española - Plácido Domingo/Orquesta de la Comunidad de Madrid/Miguel Roa, 2008 Deutsche Grammophon
- The Tenor - Plácido Domingo, 2009 Sony
- Passión - The Love Album - Plácido Domingo, 2010 EMI
- The Plácido Domingo Story, 2010 Deutsche Grammophon
- Viva Domingo! - Plácido Domingo, 2011 EMI
- Rolando Villazón, Gitano (Zarzuela Arias) - Orquesta de la Communidad de Madrid/Plácido Domingo/Rolando Villazón, 2007 Erato/Warner
- Domingo, Forever Domingo - Canzoni e arie d'opera - 1975/1990 Deutsche Grammophon
- The Three Tenors Christmas - Plácido Domingo/Luciano Pavarotti/José Carreras, 2000 Sony - disco d'oro negli Stati Uniti ed in Germania e disco d'argento nel Regno Unito
- The Essential Plácido Domingo - 1989 Deutsche Grammophon - disco d'oro nel Regno Unito
- Nostalgias...Lo Mejor de Mi - Plácido Domingo, 2007 Universal
- A Love Until the End of Time - Domingo's Greatest Love Songs - Plácido Domingo, 1981/1985 Sony
- Domingo sings Tangos - Plácido Domingo/Studio Orchester/Roberto Pansera, 1981 Phonogram/Deutsche Grammophon
- Verdi, 2013 Sony - Latin Grammy Award
- Encanto del Mar - Mediterranean Songs - Plácido Domingo, 2014 Sony
- Beethoven's Birthday: A Celebration in Vienna with Leonard Bernstein (Sinfonia n. 9 (Beethoven)) - 1970 Kultur

## DVD e Blu-Ray (parziale)
- Alfano, Cyrano de Bergerac - 2007 Naxos
- Berlioz, Troiani - Levine/Norman/Domingo/Troyanos, 1983 Deutsche Grammophon
- Bizet, Carmen, di Francesco Rosi - Grammy Award for Best Opera Recording 1985
- Bizet, Carmen - Carlos Kleiber/Elena Obrazcova/Plácido Domingo, 1978 Alliance
- Giordano, Andrea Chénier - Santi/Domingo/Gabriela Beňačková, 1981 Deutsche Grammophon
- Giordano, Andrea Chénier - Julius Rudel/Plácido Domingo/Anna Tomowa-Sintow/Giorgio Zancanaro, 1985 Kultur
- Giordano, Fedora - Abbado Roberto/Freni/Domingo, 1997 Deutsche Grammophon
- Giordano, Fedora - Gianandrea Gavazzeni/Mirella Freni/Adelina Scarabelli/Plácido Domingo, regia Lamberto Puggelli 1993 Arthaus/RAI
- Handel, Tamerlano - Placido Domingo/Monica Bacelli/Sara Mingardo, 2008 Opus Arte
- Leoncavallo, Pagliacci - Leonard Slatkin/Placido Domingo, 1998 Kultur
- Mascagni Leoncavallo, Cavalleria rusticana (film 1982)/Pagliacci (film 1982) - Pretre/Domingo/Bruson/Stratas, regia Franco Zeffirelli, 1982/1983 Deutsche Grammophon
- Mascagni, Cavalleria rusticana - Oliviero De Fabritiis/Fiorenza Cossotto/Placido Domingo, regia Pier Luigi Pizzi, 1976 Video Artists International
- Meyerbeer, L'Africaine - Maurizio Arena (direttore d'orchestra)/Plácido Domingo/Shirley Verrett/Ruth Ann Swenson/Justino Díaz, 1988 Kultur
- Offenbach, Les contes d'Hoffmann - Georges Prêtre/Plácido Domingo/Luciana Serra/Agnes Baltsa/Ileana Cotrubaș, 1981 Kultur/BBC
- Ponchielli, La Gioconda - Éva Marton/Placido Domingo/Matteo Manuguerra, 1986 Image
- Puccini, Fanciulla del West - Slatkin/Domingo/Daniels, 1992 Deutsche Grammophon
- Puccini, La fanciulla del West - Nello Santi/Plácido Domingo/Carol Neblett/Silvano Carroli, 1982 Kultur/BBC
- Puccini, La fanciulla del west - Maazel/Zampieri/Pons/Domingo, 1991 Image/RAI
- Puccini, Madama Butterfly - Karajan/Freni/Domingo/Ludwig, regia Jean-Pierre Ponnelle 1974 Decca
- Puccini, Madama Butterfly - Placido Domingo/Daniela Dessì/Fabio Armiliato/Juan Pons, 2004 Dynamic
- Puccini, Manon Lescaut - Levine/Scotto/Domingo, regia Gian Carlo Menotti 1980 Deutsche Grammophon
- Puccini, Manon Lescaut - Giuseppe Sinopoli/Kiri Te Kanawa/Plácido Domingo/Thomas Allen, 1983 Kultur/Royal Opera House
- Puccini, Tosca (film 1976) - Bartoletti/Kabaivanska/Domingo, regia Gianfranco De Bosio, 1976 Decca
- Puccini, Tosca (reg.Zeffirelli, live MET) - Sinopoli/Domingo/Behrens, 1985 Deutsche Grammophon
- Puccini, Tosca nelle ore e nei luoghi di Tosca o Tosca: In the Settings and at the Times of Tosca - Zubin Mehta/Placido Domingo/Catherine Malfitano, regia Giuseppe Patroni Griffi, 1992 Teldec/Warner/RAI
- Puccini, Turandot - Levine/Marton/Domingo/Mitchell, 1987 Deutsche Grammophon
- Puccini Leoncavallo, Tabarro/Pagliacci - Levine/Pons/Stratas/Domingo, regia Franco Zeffirelli 1994 Deutsche Grammophon
- Saint-Saëns, Sansone e Dalila - Levine/Domingo/Borodina, 1991 Deutsche Grammophon
- Saint-Saëns, Sansone e Dalila - Julius Rudel/Plácido Domingo/Shirley Verrett/Wolfgang Brendel, 1981 Arthaus/Naxos
- J. Strauss, Die Fledermaus - Placido Domingo/Kiri Te Kanawa/Hermann Prey/Hildegard Heichele/Benjamin Luxon, 1984 Kultur/Warner
- Verdi, Aida - Levine/Millo/Domingo/Zajick, 1989 Deutsche Grammophon
- Verdi, Don Carlos - Levine/Domingo/Freni/Bumbry, regia Brian Large 1983 Deutsche Grammophon
- Verdi, Ernani - Riccardo Muti/Plácido Domingo/Mirella Freni/Renato Bruson/Nicolai Ghiaurov, regia Luca Ronconi, 1982 Kultur/RAI
- Verdi, Luisa Miller - Levine/Scotto/Domingo, 1979 Deutsche Grammophon
- Verdi, Otello - Levine/Domingo/Fleming/Morris, 1996 Deutsche Grammophon
- Verdi, Otello, regia di Franco Zeffirelli
- Verdi, Otello - Riccardo Muti/Placido Domingo/Barbara Frittoli/Leo Nucci, 2001 Arthaus/Naxos/RAI
- Verdi, Otello - Georg Solti/Plácido Domingo/Kiri Te Kanawa/Sergei Leiferkus, 1992 Kultur/BBC
- Verdi, Rigoletto - Levine/Domingo/MacNeil/Cotrubas, 1997 Deutsche Grammophon
- Verdi, Rigoletto a Mantova, film di Marco Bellocchio
- Verdi, Simon Boccanegra - Antonio Pappano/Joseph Calleja/Plácido Domingo/Ferruccio Furlanetto, 2010 EMI/BBC
- Verdi, Simon Boccanegra - Daniel Barenboim/Plácido Domingo/Ferruccio Furlanetto/Massimo Cavalletti, 2010 Arthaus/RAI
- Verdi, Stiffelio - Levine/Domingo/Sweet/Chernov, regia Giancarlo Del Monaco 1993 Deutsche Grammophon
- Verdi, La Traviata (film del 1983) - Levine/Stratas/Domingo/MacNeil/Gall/Cei/Barbacini/The Metropolitan Opera Orchestra and Chorus, regia Franco Zeffirelli, Deutsche Grammophon - Grammy Award for Best Opera Recording 1984
- Verdi, La traviata - Placido Domingo/Stefania Bonfadelli/Scott Piper/Renato Bruson, regia Franco Zeffirelli, 2001 Arthaus/RAI
- Verdi, Trovatore - Barenboim/Netrebko/Domingo, 2014 Deutsche Grammophon
- Verdi, Il trovatore - Karajan/Kabaivanska/Cossotto/Domingo/Cappuccilli/van Dam, regista Ernst Wild 1978 TDK/Naxos
- Verdi, Un ballo in maschera - Georg Solti/Plácido Domingo/Leo Nucci/Josephine Barstow/Sumi Jo, 1990 Arthaus/ORF/ZDF
- Verdi, Un ballo in maschera (Royal Opera House), Claudio Abbado/Plácido Domingo/Piero Cappuccilli/Katia Ricciarelli/Reri Grist, 1975 Kultur/BBC
- Wagner, Lohengrin - Claudio Abbado/Plácido Domingo/Robert Lloyd/Cheryl Studer, 1990 Arthaus
- Andrew Lloyd Webber, Requiem - Lorin Maazel/Sarah Brightman, 1985 Kultur/BBC
- Zandonai, Francesca da Rimini - Levine/Domingo/Scotto/McNeil, 1984 Deutsche Grammophon
- Berlin Concert, Finale Coppa del Mondo live da Berlino - Domingo/Netrebko/Villazón, 2006 Deutsche Grammophon
- Conc. dei tre tenori, Cilea, Verdi, Puccini - Carreras/Domingo/Pavarotti, 1990 Decca - Grammy Award for Best Classical Vocal Solo 1991
- The 3 Tenors in Concert 1994
- The 3 Tenors, Paris 1998 - Atlantic
- The Three Tenors Christmas, 2000 Sony
- Dionne Warwick - Placido Domingo – Christmas In Vienna II, 1994 Sony
- Our Favorite Things: Christmas in Vienna, 2000 Kultur
- A Gala Christmas in Vienna, 1998 Sony
- Merry Christmas from Vienna, 1996 Sony
- Beethoven's Birthday: A Celebration in Vienna with Leonard Bernstein (Sinfonia n. 9 (Beethoven)) - 1970 Kultur
- Gala Tribute to Tchaikovsky - Kiri Te Kanawa/Placido Domingo, 1993 Kultur
- Hommage à Seville, - Wiener Philharmoniker/James Levine, 1981 Deutsche Grammophon
- Placido Domingo: My Greatest Roles, 2009 Kultur
- Placido Domingo with Mstislav Rostropovich, 2004 St Clair Vision
- Gold and Silver Gala with Placido Domingo, 1996 BBC
- Symphony for the Spire - Placido Domingo/Jessye Norman, 1992 Kultur
- An Evening with Plácido Domingo, 1987 Image
- Bernstein in London: Verdi's Requiem, 1970 Kultur
- Great Opera Arias - Concert With Domingo, Alagna, Gheorghiu / Royal Opera House, 2008 Kultur
- The Metropolitan Opera Silver Anniversary Gala, 1991 Deutsche Grammophon

## Attività editoriale
Oltre al suo lavoro come musicista, Domingo ha svolto nel corso degli anni una saltuaria attività come saggista e scrittore, includente testi autobiografici e scritti sulla musica e il teatro.
| Anno | Titolo                                                         | Casa editrice originale              | Pagine  | Autore/i                                             |
| ---- | -------------------------------------------------------------- | ------------------------------------ | ------- | ---------------------------------------------------- |
| 1983 | My First Forty Years                                           | Alfred A. Knopf                      | 256     | Plácido Domingo                                      |
| 1994 | Opera 101: A Complete Guide to Learning and Loving Opera       | Hyperion                             | 494     | Fred Plotkin, Plácido Domingo (introduzione)         |
| 1997 | Christmas With Plácido Domingo: Trumpets Sound And Angels Sing | Alfred Publishing Company            | 80      | Plácido Domingo, Milton Okun                         |
| 1997 | Bajo el cielo español (Under the Spanish Sky)                  | Warner Brothers Publications         | 84      | Plácido Domingo (Recorder), Carol Cuellar (Compiler) |
| 1999 | Plácido Domingo — Por Amor                                     | Hal Leonard Corporation              | 104     | Plácido Domingo                                      |
| 2003 | Plácido Domingo (Great Voices Series): My Operatic Roles       | Baskerville Publishers, Incorporated | 319     | Helena Matheopoulos, Plácido Domingo                 |
| 2007 | Leoncavallo: Life and Works                                    | Rowman & Littlefield Publishers, Inc | 349 351 | Konrad Claude Dryden, Plácido Domingo (intro)        |
| 2007 | So When Does the Fat Lady Sing?                                | Hal Leonard Corporation              | 173     | Michael Walsh, Plácido Domingo (intro)               |

## Riconoscimenti
- Unicef Socio de Honor
- Grande Medaille de la Ville de Paris (France)
- Premio Principe de Asturias de las Artes (Spain)
- Kennedy Center Honors (United States of America 2000)
- Bambi (premio) 2008
- Primetime Emmy Awards 1984 (per Placido Domingo Celebrates Seville della serie Great Performances e 1992 (per The Metropolitan Opera Silver Anniversary Gala 1991 della serie Great Performances)
- ALMA Award 1998 (per Carmen per la serie Live from the Metropolitan Opera) e 1999 (per Samson and Dalila per la serie Live from the Metropolitan Opera)
- Golden Camera 1989
- Imagen Foundation Awards 2004
- Celebrità della Hollywood Walk of Fame 1993
- Premio San Pietro a Majella, Napoli 2021

### Lauree honoris causa
- Royal Northern College of Music, England (1982)
- Philadelphia College of Performing Arts, USA (1982)
- Oklahoma City University, USA (1984)
- Universidad Complutense de Madrid, Spain (1989)
- New York University, USA (1990)
- Georgetown University, USA (1992)
- Washington College of Chestertown, USA (2000)
- Anhuac University, Mexico (2001)
- Chopin Music Academy, Poland (2003)
- Oxford University, England (2003)
- Universidad Alfonso X el Sabio (Madrid) (2011)